# Pauline Boty
Pauline Boty (Londra, 6 marzo 1938 – Londra, 1º luglio 1966) è stata una pittrice e attrice britannica, una delle pioniere del movimento pop art londinese degli anni sessanta del Novecento.

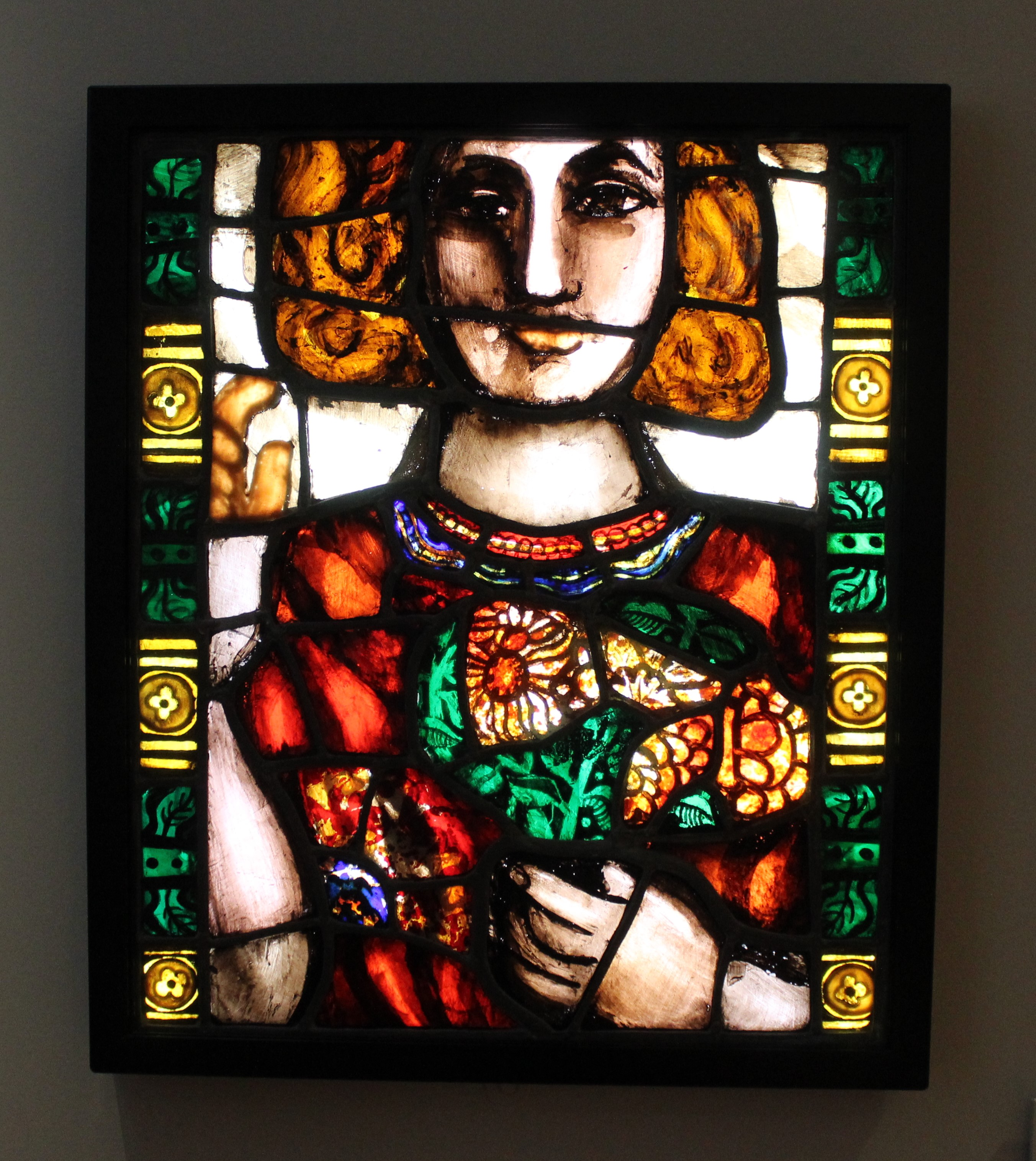
Autoritratto in vetro colorato, circa 1958

Laureatasi nel 1961 al Royal College of Art, allora uno dei focolai della pop art, dove conobbe Peter Blake e si formò con David Hockney, Derek Boshier e Peter Phillips, oltre a realizzare quadri e collage, alcuni dei quali esposti nella prima mostra collettiva di Pop Art presso l'AIA Gallery di Londra, scrisse poesie, fu scenografa, modella, attrice teatrale; lesse Genet, Proust e de Beauvoir, nutrì un forte interesse per il cinema europeo, divenne attivista dell'Anti-Ugly Action, un movimento di protesta contro la nuova architettura britannica, fu uno dei soggetti del documentario di Ken Russell Pop Goes The Easel e condusse come presentatrice radiofonica uno dei primi programmi di critica musicale e artistica della BBC.
Morta tragicamente nel 1966 all'età di soli ventotto anni, venne dimenticata per diversi decenni e riscoperta solo negli anni novanta. Nel 1993 le venne dedicata una personale all'Art Gallery di Londra e nello stesso anno alcune sue opere vennero esposte alla collettiva The Sixties Art Scene at London al Barbican. Un'altra personale si svolse nel 1998 alla Whitford Fine Art e alla The Mayor Gallery di Londra, cui fece seguito, nel 2013, l'importante retrospettiva, Pauline Boty: Pop Artist and Woman, alla Wolverhampton Art Gallery, preceduta e seguita da numerosi studi critici e biografici dedicati all'artista.
L'originalità delle sue opere viene riposta nella celebrazione allegra e disinibita della sessualità femminile, come in 5-4-3-2-1 e nei suoi caratteristici dipinti-collage dedicati a icone come Marilyn Monroe e a idoli maschili, come Jean-Paul Belmondo, interpretati come simbolo del desiderio femminile, o alla revisione dell'immagine della show girl dello scandalo Profumo Christine Keeler. La sua produzione artistica politicamente orientata, la sua esplorazione della femminilità e degli atteggiamenti verso i corpi femminili, la critica alla natura del "mondo maschile" espressa nel dittico It's a Man's World I e II che rappresenta "l'asimmetria della rappresentazione visiva dei generi", hanno contribuito a restituire una lettura diversa della pop art, quasi esclusivamente conosciuta attraverso artisti appartenenti all'altro sesso.
Nel marzo 2024 uno dei suoi dipinti, Epitaph to Something’s Gotta Give (1962), un tributo a Marilyn Monroe, è stato venduto da Christie’s alla cifra di 1.310.500 sterline.

## Biografia

### Primi anni e formazione

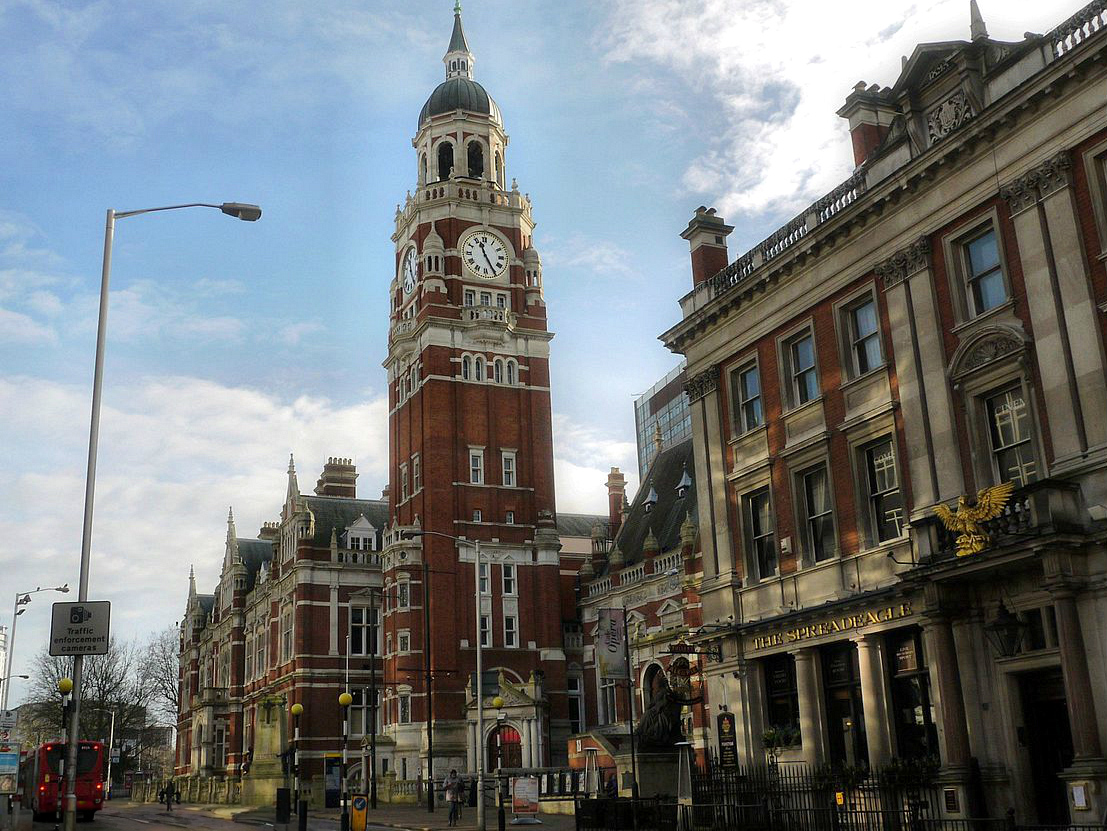
The Old Town Hall, sede del Municipio del borgo londinese di Croydon

Pauline Veronica Boty nacque il 6 marzo 1938 nel sobborgo londinese di Croydon, da una famiglia cattolica della classe media, ultimogenita di quattro figli.
Il padre Albert Boty (1906-1993), di professione commercialista, era nato nel porto di Bushire, sulla costa orientale del Golfo Persico, allora governata dagli inglesi, ed era figlio di Charles Boty, un capitano di mare e commerciante belga che aveva sposato la giovane persiana Regina Chaia; morì quando i suoi figli erano piccoli, poco dopo essere stato rapito dai pirati. Rimasta vedova, Regina sposò un socio in affari del defunto marito e la famiglia si trasferì a Katmandu in Nepal, abbandonando dopo qualche anno i figli avuti dal precedente matrimonio. Albert, il padre di Pauline, giunse in Gran Bretagna con il fratello Harry all'età di circa dodici anni, non rivide mai più la madre e venne accolto da parenti a Lewisham, nel sud-est di Londra.
La madre di Pauline, Veronica Stewart (1911–1987), proveniva da una famiglia irlandese di umili origini; sposatasi nel 1932, si dedicò esclusivamente alla vita domestica, pur avendo nutrito da giovane interessi artistici, frustrati dalla decisione del padre di vietarle un indirizzo di studio da lui non ritenuto consono al sesso femminile. Dei quattro figli avuti nei sei anni dopo il matrimonio, Pauline fu l'ultimo, l'unica femmina dopo Artur e i due gemelli John e Albert Jr.
Nel 1949, quando Pauline aveva undici anni, la madre si ammalò gravemente di tubercolosi. Durante i diciotto mesi di cure che la costrinsero a letto, come avrebbe confessato nell'intervista rilasciata in seguito a Nell Dunn per il suo libro Talking to Women, Pauline sperimentò una quotidianità più libera dai tradizionali ritmi familiari (fu il fratello quattordicenne John ad occuparsi della casa e della cucina), ma nello stesso tempo soffrì in quel periodo di balbuzie e depressione, in parte dovute al rapporto conflittuale con i fratelli gemelli, che la sottoponevano a frequenti angherie e la canzonavano per il suo aspetto fisico, chiamandola "Porky Pauline". L'episodio di depressione vissuto durante il periodo di malattia della madre, tuttavia, non sarebbe rimasto isolato, ma si sarebbe ripetuto con una certa assiduità durante tutta la sua vita.
Il padre, con il quale litigava spesso a causa delle sue idee "vittoriane", specie nel campo dei rapporti tra i sessi, rappresentava un'ulteriore causa di tensione nel suo rapporto con la famiglia: era un tradizionalista rigoroso e una sorta di caricatura dello stile di vita britannico (la nipote, figlia di Pauline, dirà che i suoi amici amavano andare a trovarla a casa "perché facevamo tutte le cose che gli inglesi “facevano nei libri”). Non approvava la passione della figlia per l'arte, preferendo che intraprendesse una professione più promettente.

#### Il Wimbledon College of Art (1954-1957)

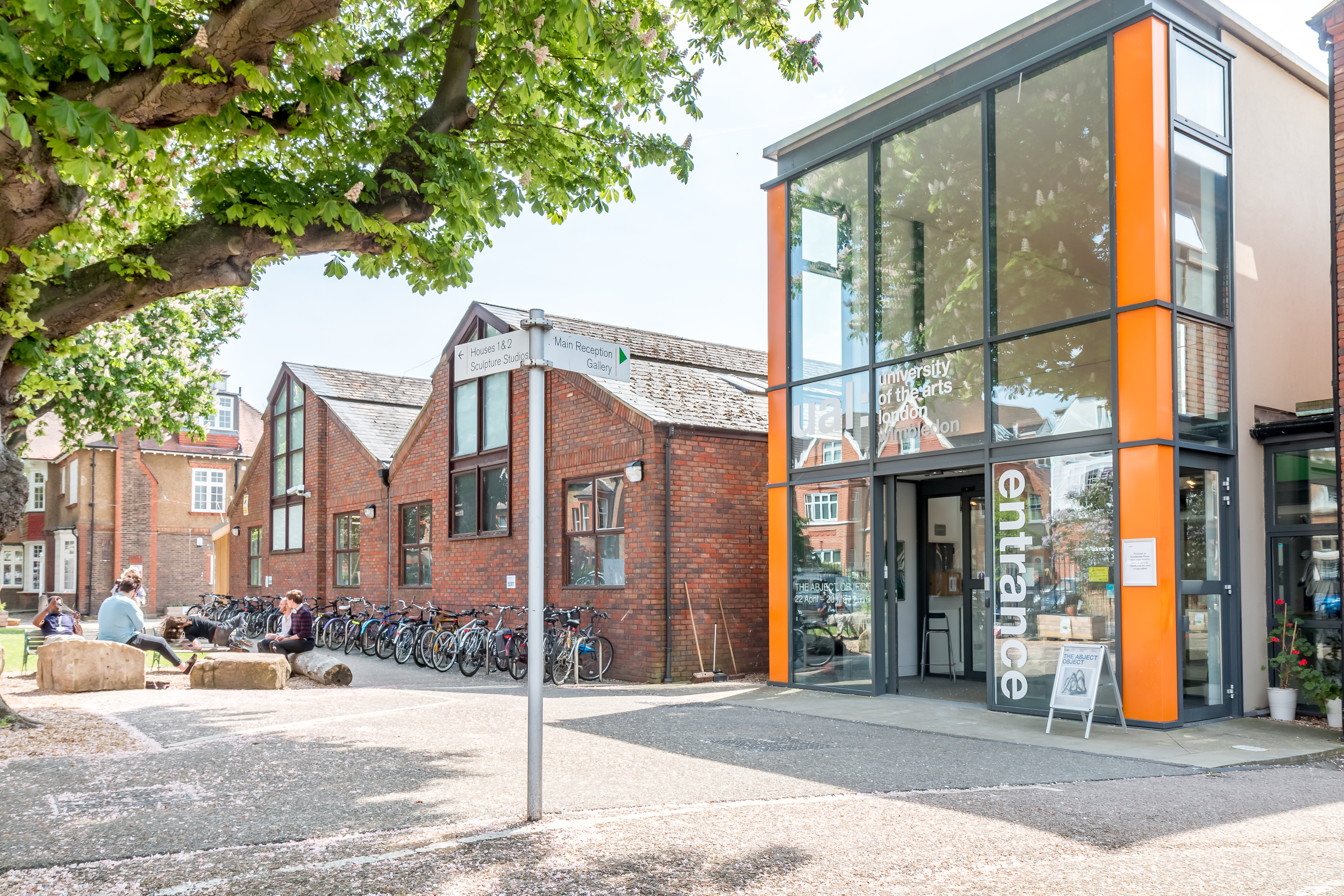
Wimbledon College of Arts, 2018

Nel 1949 Pauline venne iscritta alla Wallington County School for Girls che lasciò nel 1954, all'età di sedici anni, dopo aver vinto una borsa di studio al Wimbledon College of Art, sostenuta dalla madre che ambiva a farle intraprendere la carriera che lei non aveva potuto sperimentare. Prima di iniziare i nuovi studi, nell'estate del 1954, si recò con la madre negli Stati Uniti ("la mecca della cultura pop"), in visita allo zio e alla sua famiglia che vivevano in Ohio, salpando per New York sulla Queen Mary.
Al Wimbledon College of Art nel 1956 conseguì il diploma intermedio in Arts and Crafts, con specializzazione in litografia, e due anni dopo il diploma in Art and Design (National Diploma in Design, NDD) in vetrate colorate.

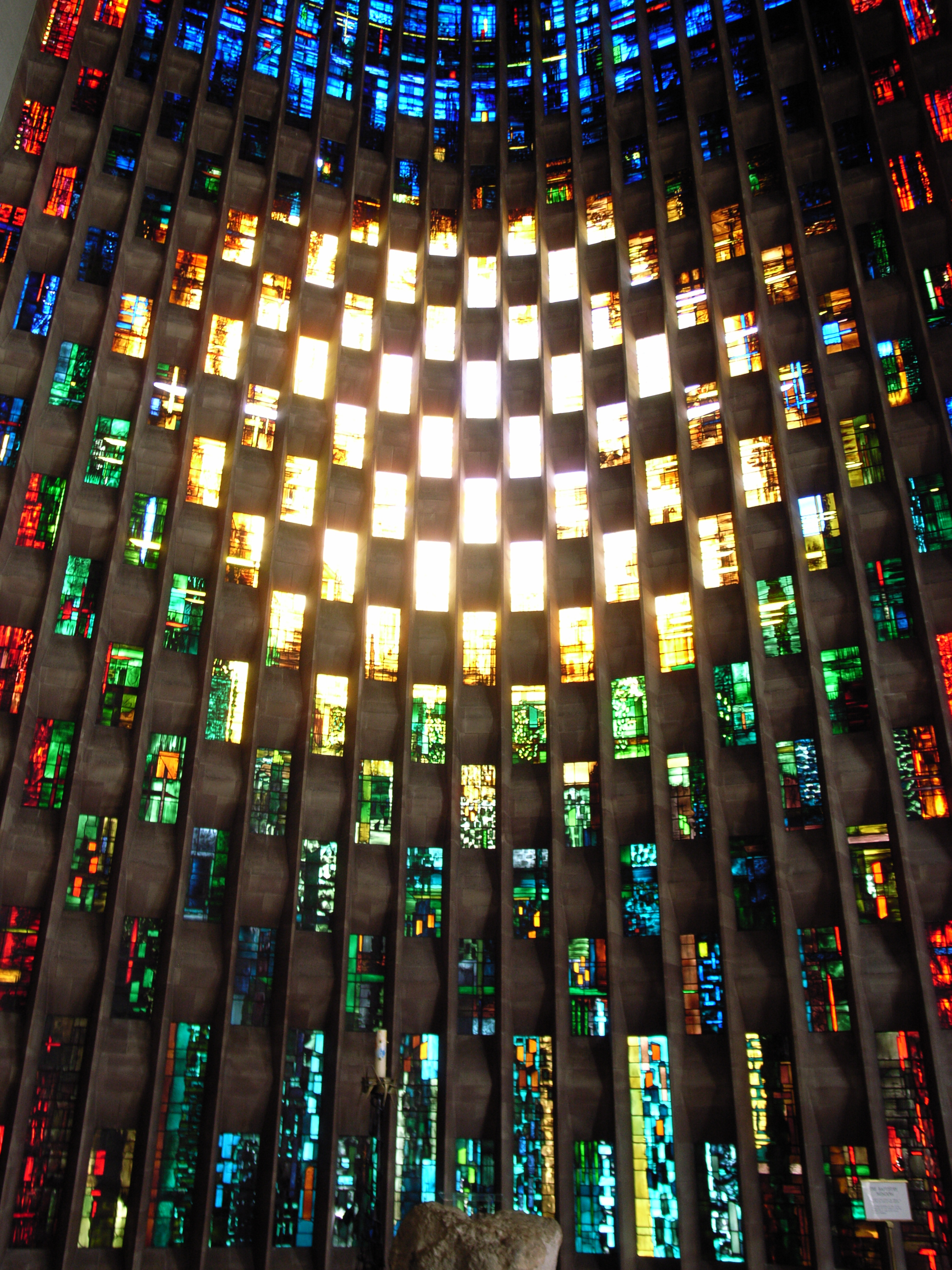
Battistero della Cattedrale di Coventry, ad opera di John Piper

Il dipartimento di studio dell'arte delle vetrate (Stained Glass), era quello più all'avanguardia al Wimbledon College. Le distruzioni di edifici avvenute durante la seconda guerra mondiale avevano creato in Europa, subito dopo la fine del conflitto, una forte richiesta di lavori di restauro e il preside del RCA, Robin Darwin, aveva contribuito a modernizzare questo settore di studi, collegandolo all'industria e all'architettura. Dal punto di vista artistico le vetrate avevano cominciato a perdere il carattere tradizionale e ad avvicinarsi ad uno stile più moderno; vicino al college si stavano inoltre realizzando le vetrate della Cattedrale di Coventry, progettate dall'allora responsabile del vetro del RCA, Lawrence Lee, e da alcuni suoi ex studenti.
Quando gli studenti, tra cui Boty, ne poterono vedere qualcuna dal vivo, ne rimasero fortemente impressionati, specie per la loro scala monumentale. Nella litografia di Notre-Dame di Boty del 1957 risulterebbe evidente l'influenza di John Piper, autore della vetrata alta ventisei metri del battistero della cattedrale di Coventry, in costruzione dal 1956.
La giovane studentessa venne stimolata dal suo tutor Charles Carey, un giovane insegnante sensibile ai cambiamenti estetici che stavano emergendo a Londra alla fine degli anni cinquanta, ad esplorare le tecniche del collage - tra gli artisti studiati vi furono Max Ernst e Kurt Schwitters, che ebbero entrambi un'influenza su di lei - e a sviluppare progetti ispirati a fonti non tradizionali (fumetti, immagini pubblicitarie, poesie). I dipinti di Boty seguirono un approccio sperimentale; la sua attenzione era orientata verso le immagini della cultura di massa ed esplorava le possibilità offerte dalla conversione di un'opera d'arte da un mezzo a un altro per amplificarne l'impatto e il significato.
Incoraggiata da Carey, nel 1957 presentò uno dei suoi pezzi, Nude in Interior, alla mostra annuale Young Contemporaries che si tenne presso le gallerie della Royal Society of British Artists (RBA) a Londra, in cui erano presenti anche le opere di Robyn Denny, Richard Smith e Bridget Riley.
La popolarità di Boty al college fu indiscussa, incentivata dal suo aspetto e dalla sua personalità; brillante, intelligente e sorprendentemente bella, vivace e disinibita, venne soprannominata dai suoi compagni di scuola "la Bardot di Wimbledon" per la sua somiglianza con la star del cinema francese, di cui emulava lo stile di abbigliamento e l'aspetto fisico; tale etichetta sembrava ben adattarsi "alla sua singolare combinazione di familiarità da ragazza della porta accanto, bohémien da college d'arte dei primi anni '60, bellezza da capogiro e sfacciata sicurezza sessuale". Si racconta che quando uno studente le chiese perché si mettesse sulle labbra così tanto rossetto rosso, lei lo avrebbe inseguito per tutta la mensa, gridando "per baciarti meglio".
Nel maggio del 1958 conseguì il diploma e subito dopo si recò a Parigi, dove soggiornò per tre settimane, visitando le principali gallerie e musei d'arte. Qui incontrò un'altra studentessa britannica che, come lei, stava visitando la capitale francese; Jane Percival, tre anni più grande di lei, una delle quattro donne ammesse alla scuola di pittura del Royal College of Art nel 1957, sarebbe diventata una delle sue amiche più intime e sua coinquilina per diversi anni.

#### Il Royal College of Art (1958-1961)

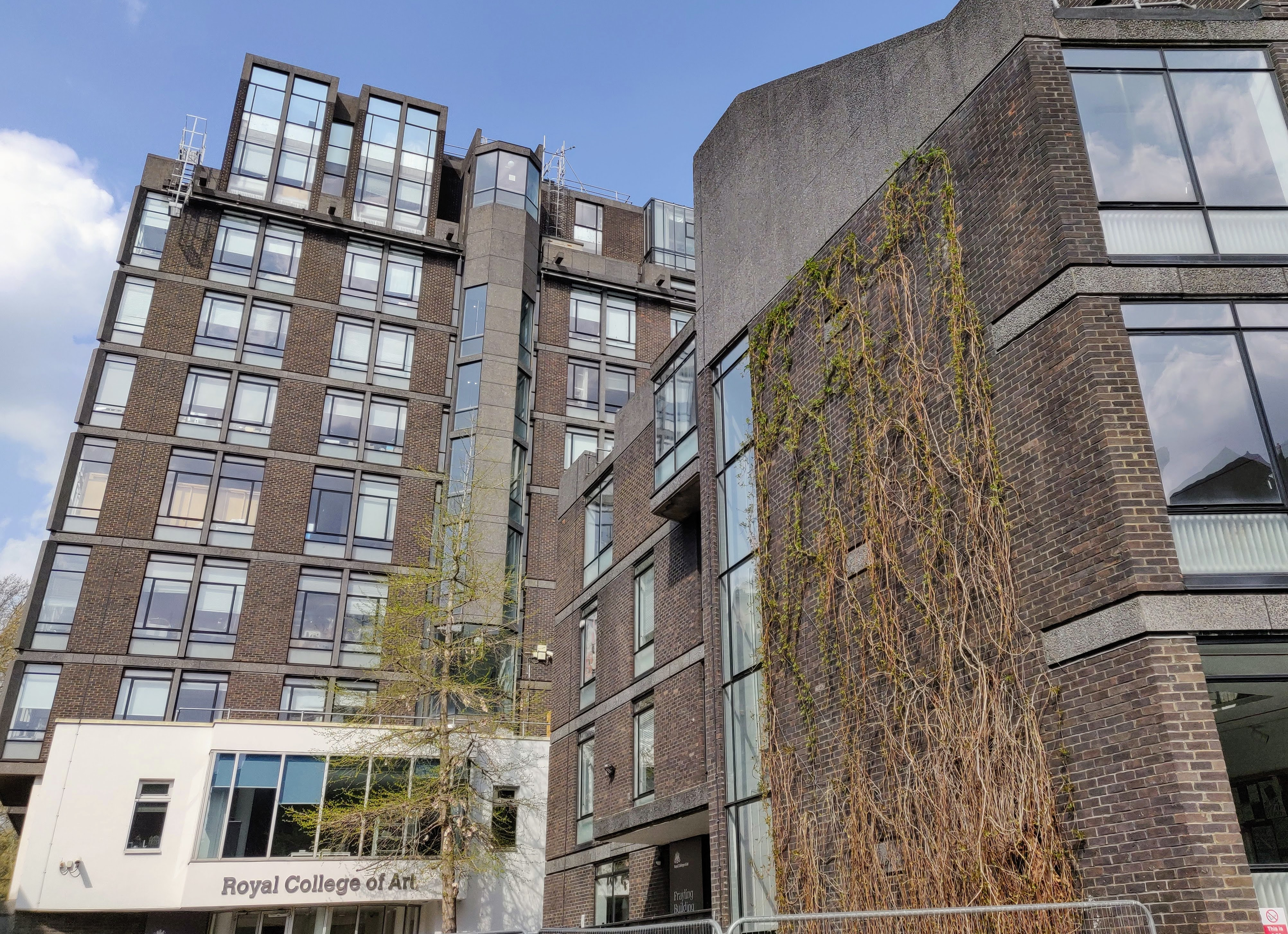
Royal College of Art

Nel 1958 Boty ottenne un posto al Royal College of Art (RCA) e fino al 1961 continuò a studiare e a lavorare il vetro. Avrebbe voluto frequentare la prestigiosa scuola di pittura, ma pensava che sarebbe stato molto difficile essere selezionata. Dal 1956 al 1965 le donne erano meno di un terzo degli iscritti al corso di pittura, sebbene ottenessero più della metà dei voti migliori. L'anno in cui Boty fece domanda, solo otto dei trentadue studenti che si diplomarono erano donne.
All'interno del college vigeva una forte e istituzionalizzata mentalità sessista: era assolutamente dato per scontato che l'artista fosse di genere maschile e le donne erano in minoranza a tutti i livelli: su dieci docenti, solo il dieci per cento del personale era composto da donne e l'unica docente dirigeva la disprezzata sezione di moda. Il primo progetto del nuovo edificio del RCA non aveva previsto servizi igienici per il personale femminile.
Le vetrate colorate non erano all'avanguardia della sperimentazione come lo erano state al Wimbledon College of Art, e ora Boty aveva meno possibilità di distinguersi artisticamente. Nel 1959, tuttavia, tre sue opere vennero segnalate per la mostra Young Contemporaries e nel 1960 una delle sue vetrate fu inclusa nella mostra itinerante Modern Stained Glass organizzata dall'Arts Council.
Continuando a sperimentare il genere del collage, insieme alla pittura, Pauline nei primi anni da studentessa al RCA produsse Girl on the beach, ispirato a Picasso, e Landscape with Lace, nel quale aggiunse un pizzo vero e proprio come cornice ad un paesaggio alla Chagall. Nel collage Untitled (Pears Inventor) del 1959 compaiono le immagini di una mano di donna molto curata, tratta da una fonte vittoriana, che regge il sapone dell'inventore Andrew Pears, e delle rose, simbolo della sessualità femminile, poste sopra delle piccole figure di un'orchestra di musicisti in abito da sera bianco e nero. La mano e le rose sarebbero diventate il suo tratto distintivo.

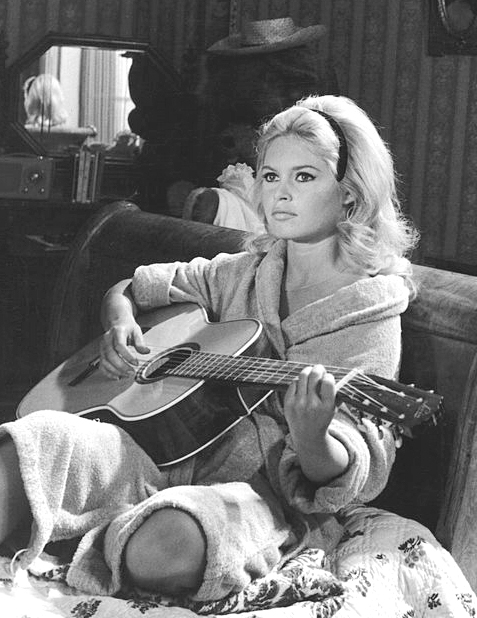
Brigitte Bardot nel 1962. L'attrice francese fu uno dei modelli femminili di Pauline Boty, soprannominata al College "la Bardot di Wimbledon".

Il Royal College era, insieme alla St. Martin's School of Art, uno dei focolai della pop art britannica. Il movimento, nato come una sorta di antidoto alla depressione della Gran Bretagna del dopoguerra e allo spirito del modernismo britannico, fino ad allora dominante, assunse come proprio riferimento la vivacità della cultura di massa, abbattendo la distinzione tra l' "arte alta" e l' "arte bassa", creando un nuovo linguaggio visivo. Peter Phillips, studente del RCA, tra i pionieri di questa nuova corrente artistica, così la definì: “il modo naturale di esprimere la vita urbana: lussuria, sporcizia, sesso, velocità, violenza, rumore, benzina e droga”. Quando Pauline iniziò a frequentare il College, nell'autunno del 1958, la pop art si trovava nella fase propulsiva, una sorta di età dell'oro.
Al RCA strinse amicizia con artisti emergenti, come Peter Blake, e si formò con David Hockney, Derek Boshier, Peter Phillips, che si sarebbero parimenti distinti sulla scena artistica. Durante il secondo anno al RCA, lasciò la casa dei genitori e andò a vivere in un appartamento con Jane Perceval e altri studenti, a Sutherland Place, Notting Hill Gate, a circa cinque minuti a piedi da Portobello Road; oltre questa zona si trovavano i bassifondi di Notting Hill, "con bar clandestini, prostitute, gang, baraccopoli e cumuli di spazzatura", teatro tra fine agosto e inizio settembre del 1958 delle rivolte razziali di Bramley Road.
Boty partecipò attivamente alla vita politica e sociale del college. Tra gli spazi messi a disposizione c'era una sala comune in cui venivano proiettati dei cortometraggi selezionati dalla collezione del British Film Institute, specialmente film italiani e francesi; la giovane studentessa divenne membro attivo del cineforum ed esperta del cinema europeo new wave e del cinema di Hollywood.
Era attiva anche nel gruppo teatrale che si esibiva in uno degli edifici del RCA, sia come scenografa che come attrice. Pubblicò le sue poesie in una rivista studentesca alternativa e fu un membro di spicco dell'Anti-Ugly Action (AUA), un movimento nato nel novembre 1958, "pietra miliare dell'ambientalismo urbano", promosso da un gruppo di studenti del RCA dei corsi di arte su vetro e successivamente di architettura, che protestavano contro la nuova architettura britannica, ritenuta reazionaria e di scarsa qualità.
Nel febbraio 1959 circa 250 studenti si diressero in corteo verso la nuova Kensington Central Library guidati da Kenneth Baynes nelle vesti di Christopher Wren - l'architetto artefice della ricostruzione di Londra dopo il grande incendio del 1666 - seduto su una sedia a rotelle spinta da Pauline Boty in costume d'epoca da pastorella; un cartello recava la scritta "Ho trecento anni e godo di ottima salute", mentre altri partecipanti trasportavano una bara di cartone a simboleggiare lo stato moribondo dell'architettura.
Nel marzo del 1959 Boty venne intervistata dal Daily Express, indicata come la segretaria dell'Anti-Ugly Action; il giornalista indugiò nel dipingere la sua bellezza e corredò l'articolo con una foto di Lewis Morley che riprendeva Boty davanti un'opera di vetro all'interno del College.
Mentre condivideva la casa con Jane Perceval, a Sutherland Place, Boty intrattenne una breve relazione con il direttore di scena al Royal Court Theatre Nicholas Garland. Rimasta incinta, scelse di abortire, quando ancora l'aborto era illegale, rischioso e costoso. Garland l'avrebbe aiutata a trovare il denaro necessario, ma, essendosi trasferito a vivere a Cheltenham, lontano da Londra, dove aveva accettato un nuovo lavoro, la lasciò sola ad affrontare questo evento. Una delle sue coinquiline del tempo, così ricorda la visita che fece a Boty, insieme a Jane Perceval: "Andò in un posto costoso, dove poteva abortire e nessuno lo avrebbe saputo. Jane e io andammo a trovarla lì, e ricordo quanto fu scioccante vederla a letto. Ricordo che era così bianca, questa povera ragazza da sola, e non era in grado di dirlo alla sua famiglia. Cercava di essere allegra. [...] Bisogna farlo, suppongo."
Intervistata qualche anno dopo da Nell Dunn sul suo recente matrimonio e sui suoi progetti di maternità, di fronte all'entusiasmo di quest'ultima che confessava di aver desiderato avere dei bambini fin da quando aveva quattordici anni, Boty avrebbe risposto: "Sentivo vagamente che c'era qualcosa di sbagliato in me perché le altre ragazze si sentivano molto più materne di me, ma in un certo senso mi piace scoprire di non sentirmi particolarmente materna. Non mi è mai capitato, vedi, e quindi non è mai stato un problema per me. Non ho avuto la sensazione di volere dei bambini."

### Carriera

#### 1961-1962
In primavera Boty presentò la sua tesi al Royal College of Art ed espose tre opere in vetro colorato presentate come "finestre collage": la prima aveva come soggetto un paesaggio cittadino, la seconda presentava un cuore di San Valentino incorporato; l'ultima esprimeva un tema politico.
Dopo la laurea si dedicò seriamente alla pittura, ma dovette anche trovarsi un lavoro per mantenersi; accettò quello di cameriera nel primo ristorante di Terence Conran, The Soup Kitchen, il primo bistrot di Londra che serviva cibo francese, dove lavorò per circa un anno.
Finito il college, si trasferì a vivere in una nuova e grande casa ad Addison Road, condivisa con Derek Boshier, Celia Birtwell, la futura stilista e designer di tessuti, alla quale nel 1963 avrebbe dedicato un ritratto, Celia Birtwell and Some of her Heroes, ed altri studenti.

##### Prima mostra pop collettiva
Alla mostra collettiva Blake, Boty, Porter, Reeve che si tenne nel novembre 1961 all'AIA (Artists International Association) Gallery di Londra, acclamata come la prima mostra di pop art britannica, Boty espose venti collage, una tecnica di "contaminazione" tra generi artistici ampiamente sperimentata durante i suoi studi al RCA, con temi e titoli che indicavano la capacità di utilizzare materiali e riferimenti di varia natura e provenienza, dalla cultura popolare, alla musica e alla letteratura; nello stesso tempo rivelavano il suo personale interesse per i sogni e per l'inconscio, frutto del fascino esercitato su di lei dalle opere degli anni '20 del dadaista Max Ernst.

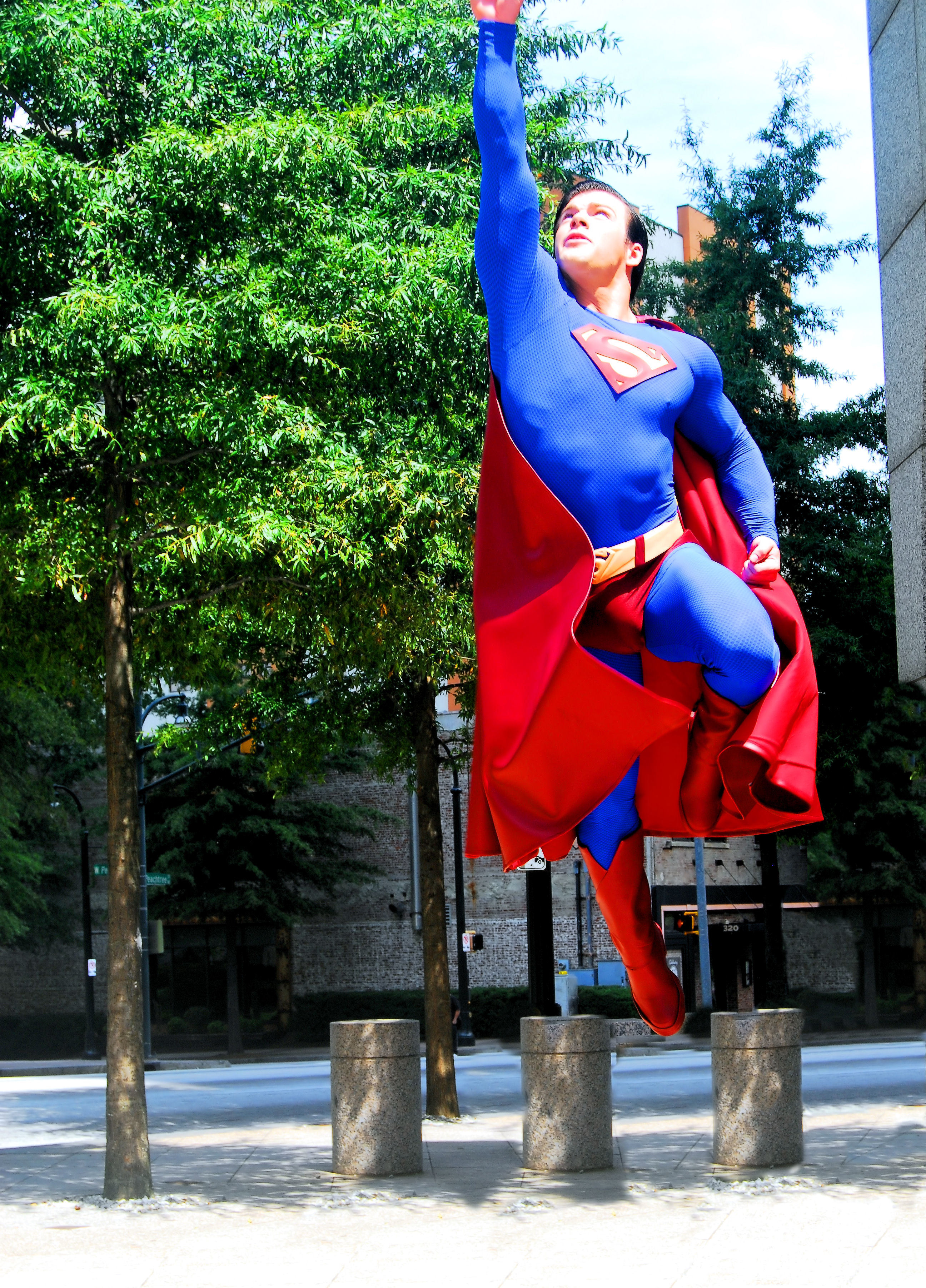
Il titolo di uno dei collage di Boty del 1961 si riferiva alla serie televisiva Adventures of Superman

Tra questi collage vi erano Is It a Bird, Is It a Plane?, il cui titolo richiamava un famoso eroe dei fumetti e della serie TV degli anni cinquanta, Adventures of Superman, I Surrender Dear, titolo di una canzone composta nel 1931 da Harry Barris e che divenne il primo successo solista di Bing Crosby, e a rose is a rose is a rose, citazione di un verso della poetessa statunitense Gertrude Stein, parte del suo poema del 1913 Sacred Emily.
Il 31 dicembre 1961, alla festa di Capodanno alla Chelsea School of Art, Boty conobbe Philip Saville, regista della serie televisiva della ABC Armchair Theatre, sposato, con il quale iniziò una relazione sentimentale che si concluse circa diciotto mesi dopo, quando la giovane pittrice e artista sposò Clive Goodwin. Saville così ricordò quell'incontro: "Ho visto questa donna sorprendentemente bella e mi sono fatto largo tra circa quindici tizi per parlarle".

##### Pop Goes the Easel
Nel 1962 la carriera di Boty cominciò ad affermarsi. Da gennaio a marzo di quell'anno, insieme a Peter Blake, Derek Boshier e Peter Phillips lavorò per le riprese del documentario di Ken Russell Pop Goes the Easel (Pop va sul cavalletto), prodotto per il programma d'arte della BBC Monitor, andato in onda il 25 marzo davanti a un pubblico di tre milioni e mezzo di spettatori; l'intento dichiarato era quello di seguire la giornata dei quattro giovani artisti pop londinesi, un sabato qualunque, dall'alba a mezzanotte.

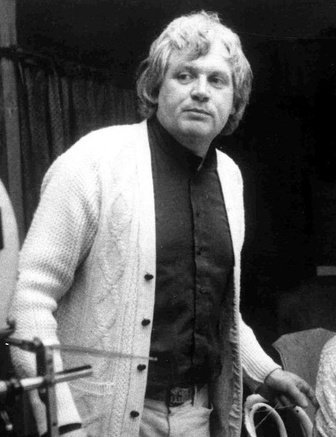
Il regista Ken Russell realizzò nel 1962 un documentario sui giovani artisti pop, tra cui Pauline Boty

La sinossi preparata dal produttore associato Humphrey Burton per Radio Times così presentava il programma:
di idee brillanti ed eccitazione visiva". Quattro artisti pop, un piccolo gruppo all'interno di un movimento più grande, costituiscono questa sera il soggetto di una speciale puntata di Monitor, intitolata "Pop Goes The Easel". Due di loro hanno una reputazione consolidata, gli altri due sono promettenti. Tra loro hanno vinto il plauso della critica, premi espositivi e premi dell'Arts Council»
Pop Goes The Easel fu il primo documentario britannico a utilizzare la musica pop contemporanea come parte della narrazione: la colonna sonora usata in alcuni spezzoni, Goodbye Cruel World di James Darren, era entrata a dicembre 1961 nelle classifiche del Regno Unito ed era stata usata da Boty come titolo in uno dei collage esposti alla mostra collettiva all'AIA.
L'introduzione del docu-film, affidata al curatore del programma della BBC Huw Wheldon, si apre con una panoramica sul muro di collage di Pauline nella sua casa ad Addison Road, e dopo una breve presentazione degli artisti protagonisti della puntata e una sequenza dei quattro giovani al Bertram Mills Circus, intenti a divertirsi con diverse attrazioni, li riprende singolarmente nei loro appartamenti, in mezzo alle loro opere, in particolari momenti della giornata.
Boty si distinse dalle altre presentazioni ideando personalmente una sequenza in stile film horror. Inizia con la giovane artista improvvisamente interrotta nel suo lavoro di sistemazione di alcuni disegni distesi sul pavimento di un lungo corridoio, dall'arrivo di alcune donne in abiti seriali che la redarguiscono e poi la inseguono, ai comandi di un'altra donna con gli occhiali scuri su una sedia a rotelle; nella fuga concitata lungo il corridoio costellato da decine di porte chiuse, con in sottofondo il suono continuo di una sirena d'allarme, riesce a individuare e a salire in un ascensore, salvo poi, a porte chiuse, accorgersi che al suo interno è ricomparsa la donna in carrozzina che le si avvicina minacciosa. La sirena d'allarme si trasforma nel suono del campanello della sua casa, con il quale i suoi amici in visita stanno tentando di annunciarsi, e finalmente questo la sveglia dall'incubo.

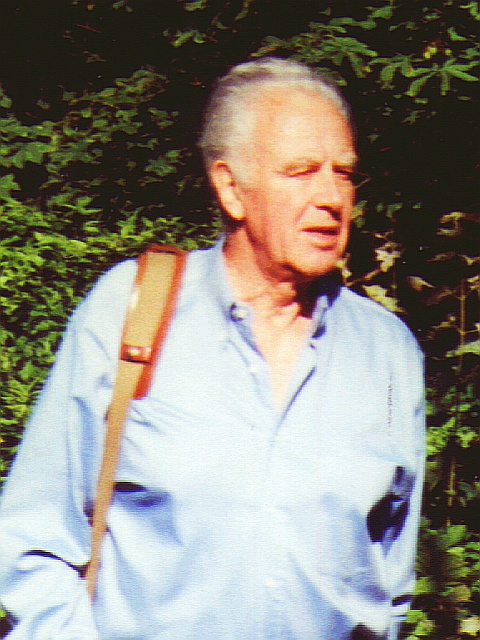
Il regista e sceneggiatore Philip Saville

Al termine di questa scena, mentre la telecamera scorre lungo gli interni della sua casa e sulle sue opere, la sua voce fuori campo racconta che nel suo lavoro artistico, in particolare nei collage, cerca di usare le sensazioni che le vengono dai sogni e come esempio mostra alcuni suoi collage "onirici", tra cui The Wreck Of The Hesperus, (il titolo è tratto da un poema narrativo scritto nel 1842 dal poeta statunitense Henry Wadsworth Longfellow) con l'immagine del Titanic che affonda, Siren, The Big Hand e Is It A Bird, Is It A Plane?
Boty aggiunge che in molti suoi dipinti utilizza spesso riferimenti agli anni trenta, e che ha visto tutti i film di Fred Astaire, Ginger Rogers e Shirley Temple, di cui vengono montati degli spezzoni; conclude la parte a lei dedicata mimando "Riccioli d'oro" mentre canta The Good Ship Lollypop, vestita con cappello a cilindro e frac, richiamando nello stesso tempo Marlene Dietrich ne L'angelo azzurro (1930).
La sua apparizione televisiva nel documentario Pop Goes the Easel segnò l'inizio della sua breve carriera di attrice. Nel luglio 1962 ottenne un ruolo nello spettacolo teatrale North City Traffic Straight Ahead (1962), diretto da Philip Saville, andato in onda nella serie televisiva Armchair Theatre trasmessa dalla rete ITV.
Sempre nel mese di marzo Boty disegnò la copertina del programma e della locandina di The Knack, un'opera protofemminista della sua amica Ann Jellicoe, andata in scena al Royal Court Theatre e a giugno espose i suoi lavori al New Art Festival of Labour di Londra; dal 28 agosto al 28 settembre espose alla mostra New Approaches To The Figure, all'Arthur Jeffress Gallery, tre sue opere, tutte del 1962: Doll In A Painted Box, un'opera a tre dimensioni e il suo primo lavoro apertamente femminista, Red Manoeuvre, nel quale raffigurò l'orgasmo femminile nei flussi di forme di palloncini arancioni sul cielo di un paesaggio incastonato in un terreno rosso saturo, ed Epitaph To Something's Gotta Give, la prima delle tre opere dedicate a Marilyn Monroe.

##### Boty e Monroe
Marilyn Monroe era una diva molto amata da Boty, con la quale si identificava; al College ne aveva cantato le canzoni in pubblico, e si era fatta fotografare vestita e atteggiata come lei.

La famosa scena in piscina di Marilyn Monroe nel film incompiuto Something's Got to Give (1962)

Il primo dei due dipinti, Epitaph to Something’s Gotta Give, il cui titolo fa riferimento all’ultimo e incompiuto film di Monroe, è un collage pittorico realizzato quando l'attrice e icona del cinema era ancora in vita e riprende una foto pubblicata pochi mesi prima dalla rivista Life, nella quale Monroe nuota nuda in piscina; a sua volta, la foto riproduce una scena del film che aveva sollevato notevole scandalo dopo essere stata diffusa da numerosi giornali e riviste. Nel dipinto di Boty l'immagine dell'attrice si staglia in un riquadro posto sulla sinistra di uno sfondo rosso e striature di blu, in cui in basso si trova il disegno di una statua femminile, tratta da una vetrata, Siren, da lei realizzata mentre frequentava il Royal College of Art, ora conservata allo Stained Glass Museum della Cattedrale di Ely.

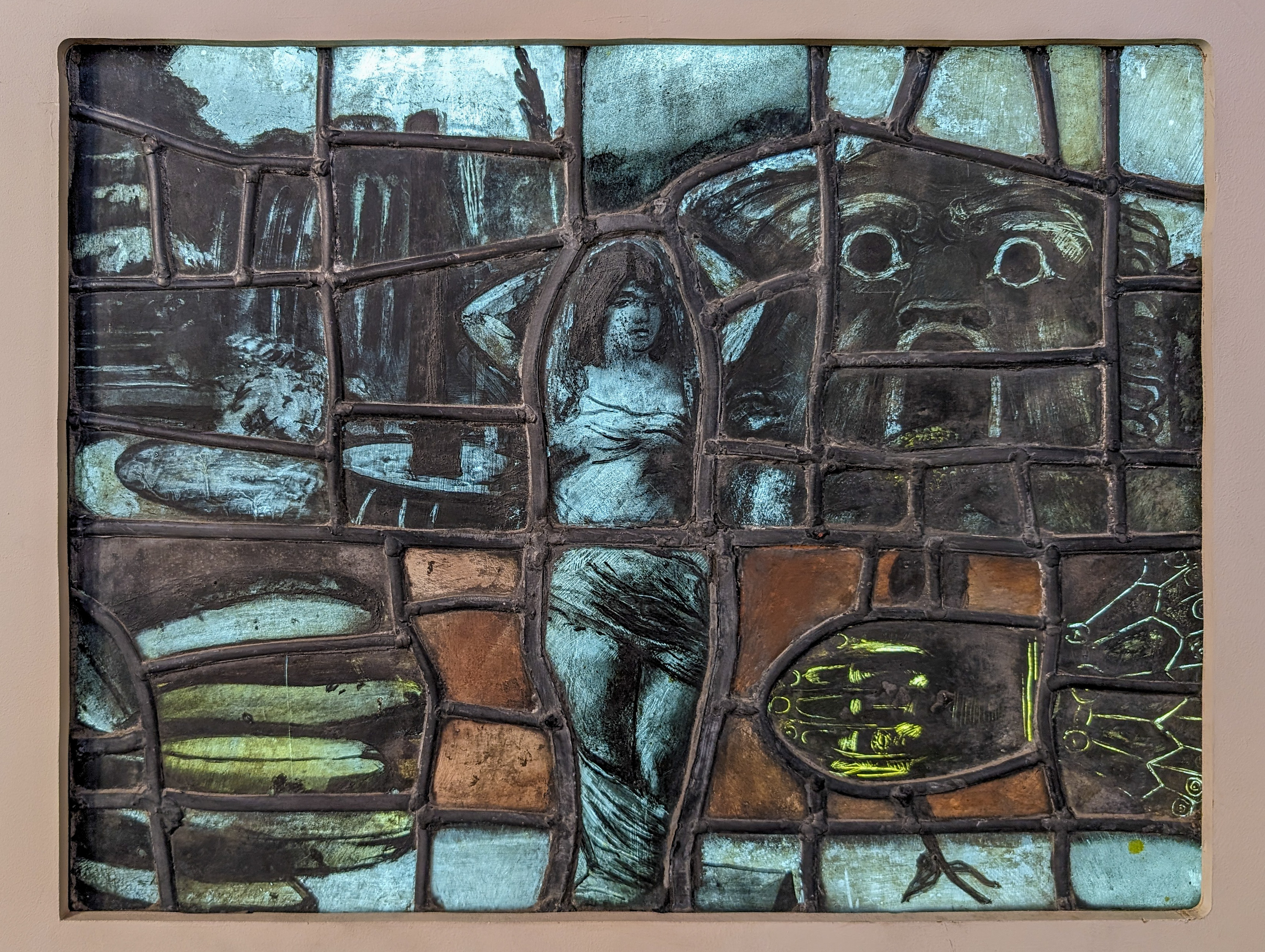
Pauline Boty, Siren, vetrata (c. 1958-62)

Il secondo, Colour Her Gone, realizzato dopo la sua morte, colloca l'immagine di Monroe al centro di tre pannelli verticali; in quello centrale, da una sorta di carta da parati di rose sbocciate emerge il viso dell'attrice, la testa gettata all'indietro, gli occhi socchiusi, ii capelli mossi dal vento e il largo sorriso. Ai due lati vi sono dei vortici verdi e rosa, che come l'immagine centrale trasmettono vitalità e dinamismo.
Un'intuizione della storica dell'arte Sue Tate sulla possibilità che dietro a questo dipinto si nascondesse un altro ritratto di Monroe realizzato da Boty, Marilyn with Beads, che si riteneva perduto, ha condotto nel gennaio del 2024 la Wolverhampton Art Gallery (proprietaria dell'opera) e Gazelli Art House di Londra, dove era in corso la mostra dell'artista, Pauline Boty: A Portrait, a condurre una riflettografia su Colour Her Gone per rivelarne gli strati sottostanti. L'indagine ha confermato tale ipotesi, rilevando l'avvenuta riverniciatura dell'opera e l'esistenza di strati precedenti sotto i quali compaiono le posizioni delle perle del dipinto ritenuto perduto; tale scoperta ha permesso anche di seguire il processo di modifica e di rielaborazione della composizione originale stabilita dall'artista, che alla fine avrebbe optato per un'immagine di Marilyn Monroe meno stereotipata e più rispondente a quanto intendeva esprimere nel dipinto.

##### Boty e Dylan

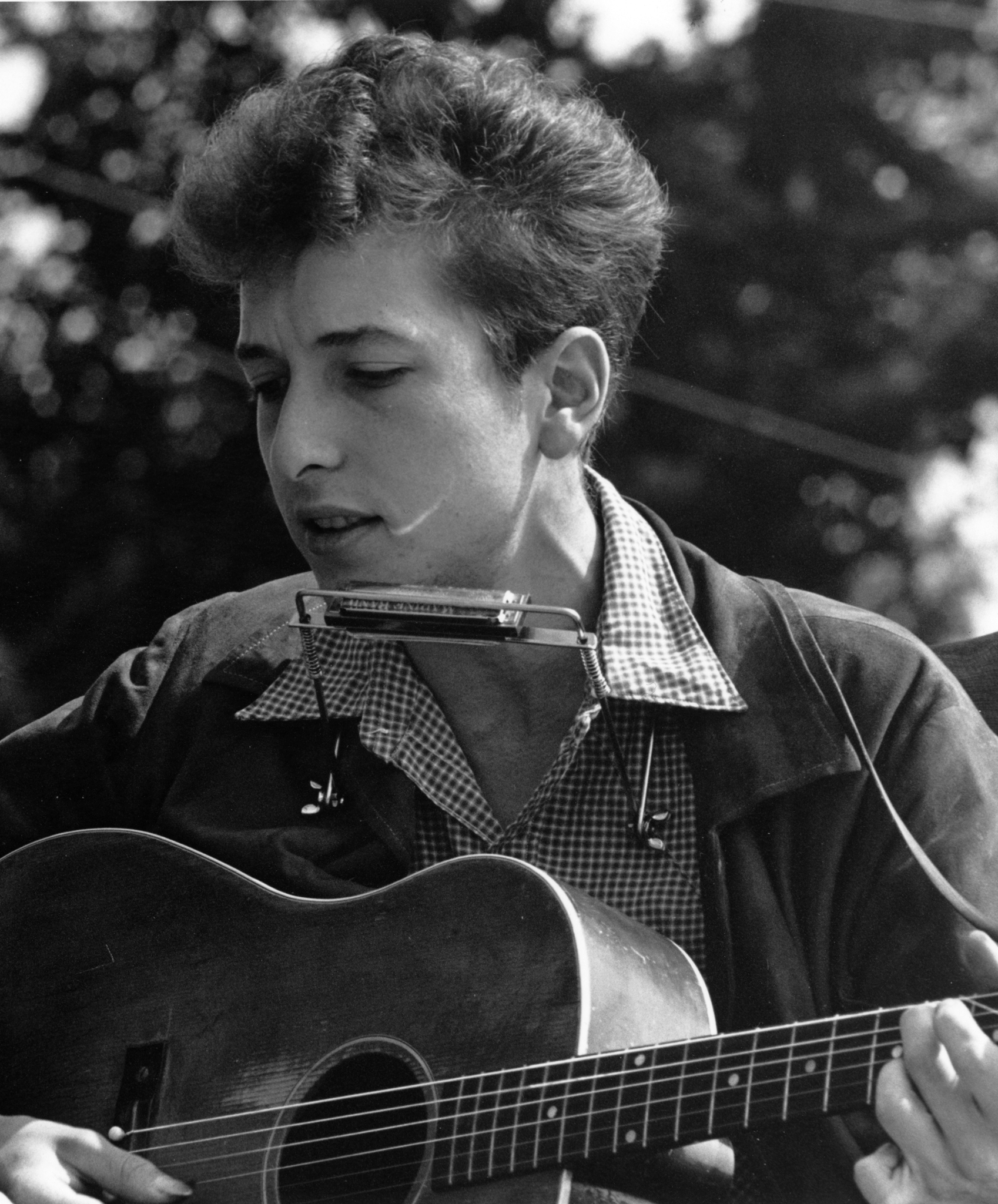
Bob Dylan nel 1963

Nel mese di dicembre del 1962 ebbe luogo un evento particolare: Boty andò ad accogliere con Phillip Saville all'aeroporto di Londra l'allora sconosciuto Bob Dylan cui il regista aveva assegnato la parte di Bobby the Hobo nella pièce televisiva della BBC Sunday Night The Madhouse on Castle Street di Evan Jones.
Dylan, per la prima volta nel Regno Unito, e per la prima volta ingaggiato come attore, si fermò fino a gennaio, e secondo alcuni critici sarebbe stata Pauline a portarlo in giro e a fargli conoscere Londra, forse anche a rivederlo in seguito. L'amica di Boty, Jane Percival, ha raccontato in un'intervista che la prima sera dell'arrivo del musicista statunitense, Pauline le avrebbe chiesto di prendersi cura di lui perché impegnata altrove, e Dylan si sarebbe seduto in un angolo del suo monolocale, dove in quel momento si trovavano diciassette ospiti, e avrebbe suonato canzoni per tutta la notte, tra cui Blowin' in the Wind. Particolarmente indagata da parte di diversi critici è stata la genesi della canzone di Dylan, Liverpool Gal, che parla di una visita a Londra e di una ragazza di Liverpool che lo accolse e con cui trascorse la notte, probabilmente scritta durante quella visita, o poco dopo, e per alcuni critici forse riferita a Pauline Boty.

#### 1963

Marilyn Monroe in una scena di A qualcuno piace caldo (1959), mentre canta I Wanna Be Loved by You

Il 1963 è descritto dai biografi di Boty, come Sue Tate e Marc Kristal, come l' "annus mirabilis" dal punto di vista della carriera, della produzione artistica, della realizzazione personale.
All'inizio del 1963 Boty realizzò il terzo dipinto dedicato a Monroe, The Only Blonde in the World, in cui l'immagine della star del cinema, morta pochi mesi prima, era tratta da una foto del film di Billy Wilder A qualcuno piace caldo (1959). Il titolo ricalca quello apparso a corredo di un tributo a Marilyn Monroe, pubblicato sulla rivista Time dopo la sua morte, nell'agosto 1962.
Nel dipinto di Boty l'attrice, a figura intera e ripresa in movimento, con pelliccia bianca corta svolazzante e un vestito appena sopra le ginocchia, le gambe in posa aerea e vezzosa contrappuntate da tacchi a spillo, occupa una parte del pannello, diviso in tre strisce verticali; ai suoi lati, a circoscrivere l'immagine dell'icona cinematografica vi sono delle forme astratte di colore verde, rosso e viola. La critica Alice Rawsthorn in un suo articolo notò come "Monroe sorridente cammina fiduciosa sulla tela come una donna forte e vivace, proprio come Boty è ricordata dai suoi amici."
Nel mese di maggio la pittrice partecipò alla mostra collettiva “Pop Art” alla Midland Group Gallery di Nottingham.

##### Matrimonio
Nel giugno 1963, dieci giorni dopo averlo conosciuto, Pauline Boty sposò Clive Goodwin (1932–1977), produttore cinematografico, agente letterario e teatrale, attivista di sinistra ed editorialista della rivista radicale Black Dwarf. Mantenne segreto il suo matrimonio ai suoi genitori e alla maggior parte dei suoi amici. Mandò un telegramma al regista televisivo Philip Saville, con cui aveva una relazione e che gli aveva fatto conoscere Clive, scrivendogli: "Quando leggerai questo, sarò sposata con Clive Goodwin. Per favore perdonami. "Il telegramma fu aperto dalla moglie che, ignara di tutto, temeva si trattasse di un'emergenza.
In un'intervista rilasciata a Nell Dunn, Boty parlò delle sue relazioni sentimentali e del matrimonio, confessando di non avere mai avuto la minima fiducia che le persone la amassero e dipingendo il rapporto con Phillip Saville, al quale aveva insistentemente chiesto di scegliere tra lei e la moglie, in questi termini: "in una situazione in cui esci con un uomo sposato è che sei seduta nella tua piccola stanza ad aspettare una telefonata, sai, e loro ogni tanto arrivano davanti a questa scatola e sollevano il coperchio e ti portano fuori ed è adorabile, sai, e poi ti rimettono al sicuro nella tua scatola e tornano a casa dai bambini o qualcosa del genere".
Parlando del suo matrimonio, avrebbe aggiunto: "uno dei motivi per cui ho sposato Clive è stato perché lui davvero [...] mi ha accettato come essere umano, con una mente, mi ha accettato intellettualmente, cosa che gli uomini trovano molto difficile", non tanto perché pensano alla bellezza fisica, ma perché trovano imbarazzante l'esistenza di donne più intelligenti di loro.
L'appartamento di Boty e Goodwin a Cromwell Road divenne un salotto alla moda della Londra dei primi anni sessanta, il punto di ritrovo di artisti, musicisti,  scrittori e celebrità.

##### Prima mostra personale (10 settembre-5 ottobre)
La sua prima mostra personale si svolse tra settembre e ottobre 1963 alla Grabowski Gallery di Londra e ottenne un buon successo di critica.
Vennero esposti dodici suoi dipinti, con un prezzo compreso tra le centocinquanta e le duecento sterline: Color her gone (1962) e The Only Blonde in the World, dedicati a Monroe, Portrait of Derek Marlowe with unknown Ladies (1962), With Love to Jean Paul Belmondo (1962), Celia with some of her heroes (1963), My heroes (1963), My colouring Book (1963), Cuba sì (1963), 5-4-3-2-1 (1963), July 26 (1963), Tom's Dream (1963). Il dipinto My colouring Book (1963) venne trattenuto da Mateusz Grabowski in cambio delle spese per la mostra, come la stampa del catalogo.

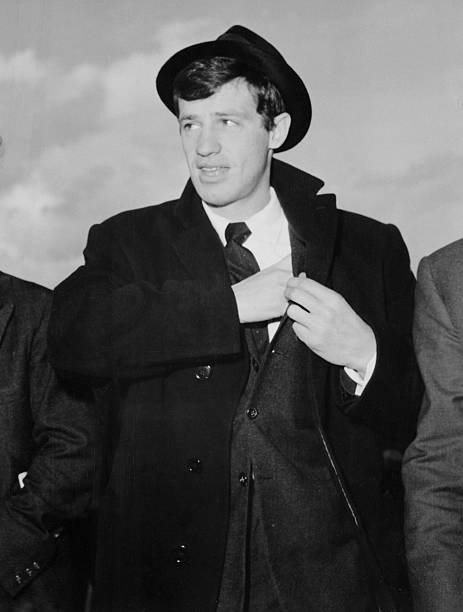
Jean-Paul Belmondo, 1962

Monica Vitti with heart (1963) con l'immagine del volto dell'attrice italiana racchiuso in un cuore rosso, rappresenta un tributo ai film di Antonioni, riconosciuto negli ambienti creativi londinesi, di cui Body, cinefila, faceva parte, come uno dei protagonisti del nuovo cinema europeo al pari di Godard, Fellini e Bergman. Il mensile Town gli aveva dedicato la copertina del numero di ottobre del 1962, in occasione dell'uscita del film L'eclisse.
Oltre alle icone femminili, Boty ritrasse anche idoli maschili, come l'attore Jean-Paul Belmondo e lo scrittore britannico Derek Marlowe. Il cappello di paglia che indossa l'attore francese, ripreso con il volto sorridente, labbra carnose e occhiali da sole, nell'olio su tela With Love to Jean Paul Belmondo (1962) è sormontato da una grande composizione di rose ricche di petali, simbolo della sessualità e del desiderio femminile, e da una riga orizzontale di cuoricini; il tutto, circondato da uno sfondo di arancioni e di rossi saturi. In uno dei suoi interventi radiofonici Boty definì Belmondo amorale, anarchico e senza legge, “un’estensione maschile e potente del tipo di mito che Brigitte Bardot ha generato. [...] La sua libertà lo rende pieno di un meraviglioso tipo di energia selvaggia”.

La critica d'arte Sue Tate ha evidenziato come questo quadro che inverte "la consueta dinamica dell’economia sessuale", essendo basato su uno sguardo femminile che si dirige con allegria e vivacità esibita verso un soggetto maschile ritenuto fonte di desiderio, rappresenti una prospettiva inedita e introduca un approccio diverso rispetto alle altre produzioni pop art del periodo, in cui nella stragrande maggioranza le donne venivano ritratte e declinate come oggetti sessuali, generalmente passivi, e non veniva trasmessa alcuna empatia nei loro confronti da parte degli autori delle opere.

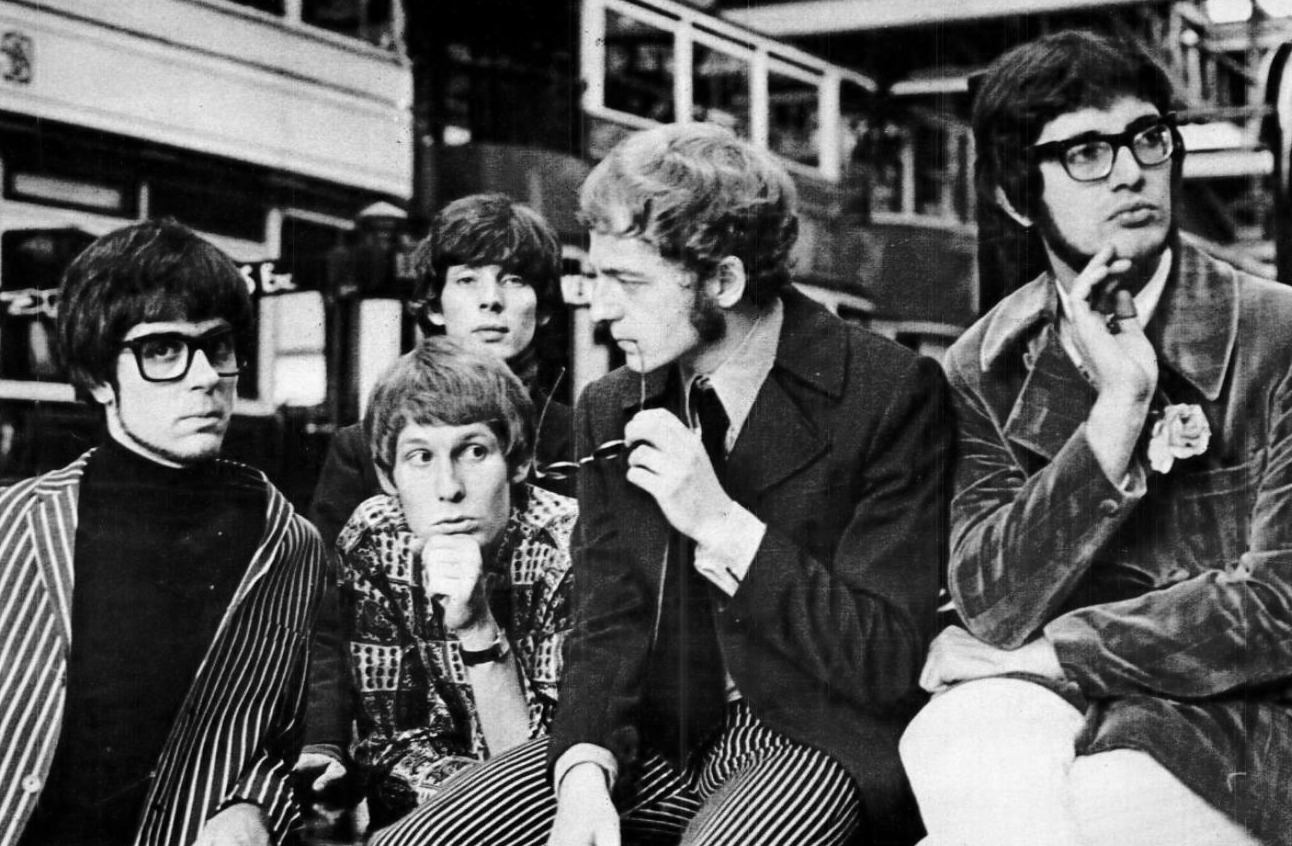
La band rock britannica dei Manfred Mann, il cui singolo 5-4-3-2-1 venne usato da Boty come titolo di uno dei suoi quadri

##### 5-4-3-2-1
In 5-4-3-2-1, titolo di una canzone dei Manfred Man utilizzata come colonna sonora del programma televisivo di musica pop Ready Steady Goǃ, in cui Boty avrebbe in seguito partecipato come ballerina, la dichiarazione di desiderio sessuale è ancora più esplicita, contenuta nella scritta "O For A FU..." che compare nello striscione giallo a destra del dipinto. Cathy McGowan, la presentatrice di Ready Steady Go!, riprodotta nell'immagine sorridente della ragazza con gli occhiali da sole e la testa reclinata, è collocata in basso a sinistra della tela, mentre nella parte centrale domina il disegno di una rosa particolarmente carnosa e sessuale, che suggerisce la presenza di labbra, clitoride e peli pubici, in con l'area bianca su ciascun lato identificabile con le cosce.
La parola "fu.." sarebbe stata usata per la prima volta in TV da Ken Tynan due anni dopo, suscitando un'interrogazione alla Camera dei Comuni; ma la radicalità di questo dipinto di Boty, secondo Sue Tate, risiederebbe nel "tentativo sorprendentemente innovativo di trovare un linguaggio visivo all'interno dei cliché della cultura pop per una sessualità femminile incarnata e autonoma": la donna non è dipinta come oggetto sessuale, ma come soggetto della propria sessualità.
Nella mostra personale vennero esposte anche opere riguardanti eventi contemporanei e dai risvolti politici, che riceveranno sempre più importanza nella produzione successiva, secondo alcuni critici per l'influenza esercitata dal marito, attivista di sinistra, o, secondo altri, come espressione dell'impegno personale di Boty "che includeva le marce antinucleari di Aldermaston di Bertrand Russell". Tra quelli esposti alla mostra, due dipinti omaggiavano la rivoluzione cubana: Cuba Sì e July 26 (data dell'attacco del 1953 alla caserma Moncada, che diede il via alla rivoluzione, e nome dell'organizzazione fondata da Fidel Castro), quest'ultimo andato perduto.
Nel dipinto/collage Cuba Sì, (dal nome del film documentario del 1961 di Chris Marker) diviso in tre parti, si giustappongono soggetti ̈e momenti temporali diversi: la fotografia di una banda di guerriglieri a cavallo, il dipinto di un politico cubano di fine Ottocento che richiamano i caratteri costitutivi dell'identità dell'isola caraibica e, a destra, una giovane donna europea dai capelli scuri con il volto di Boty, in giacca e jeans, ritta davanti a simboli amerindi, che osserva l'orizzonte davanti a sé.

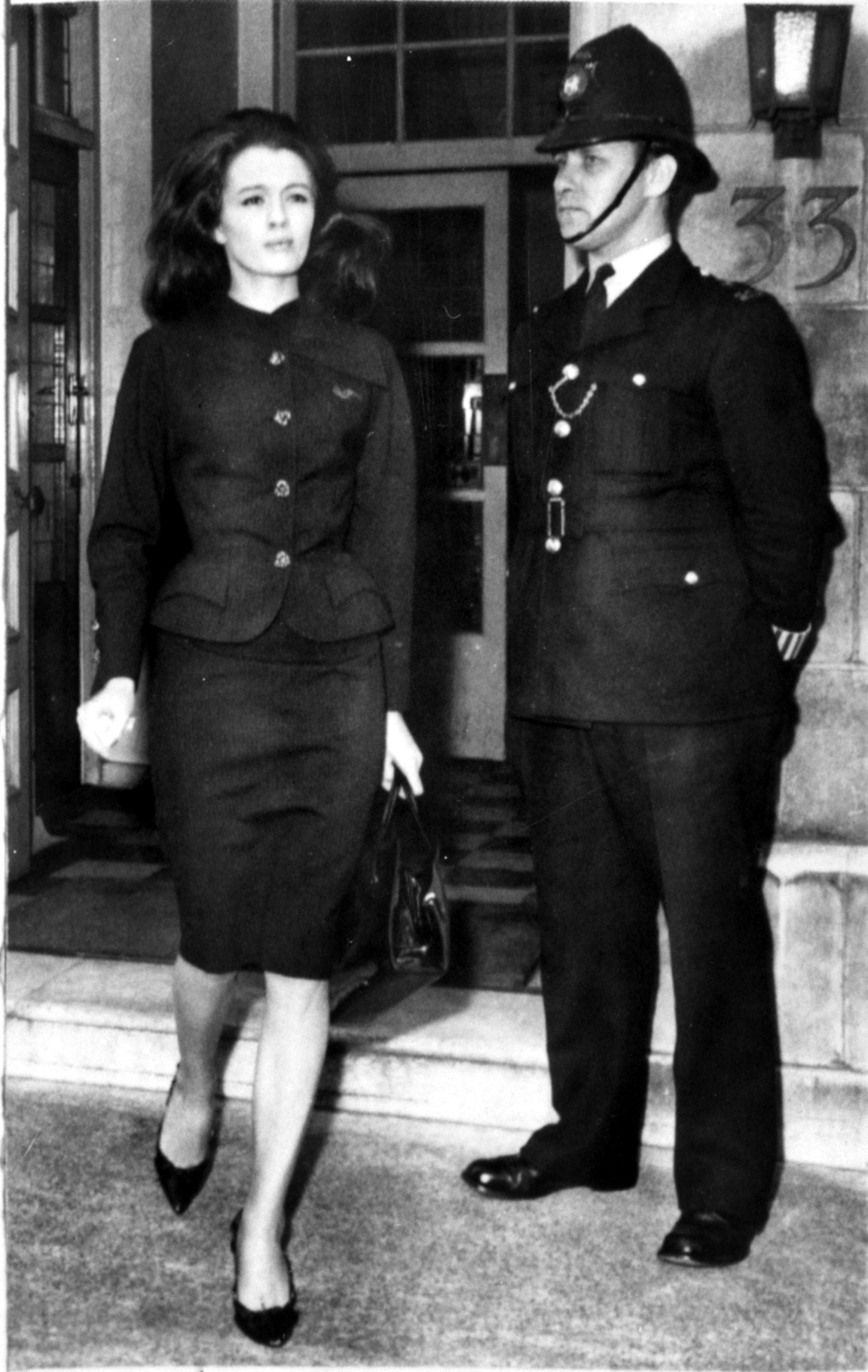
Christine Keeler, la modella implicata nello scandalo Profumo e soggetto del dipinto di Boty Scandal '63

##### Scandal '63
Dell'opera Scandal '63, eseguita su commissione e di cui in seguito si persero le tracce, rimane la foto di Michael Ward che riprende la sua autrice mentre mostra il dipinto. L'opera si riferisce allo scandalo Profumo, scoppiato in quell'anno nel Regno Unito, che portò alla caduta del governo conservatore di Harold Macmillan, a seguito della scoperta di una relazione intrattenuta dal segretario di Stato per la guerra John Profumo con la diciannovenne show girl e modella Christine Keeler, nel contempo amante di una presunta spia sovietica.
Nel quadro di Boty, iniziato a settembre e successivamente modificato, Keeler compare nella stessa posa da pin-up della foto in bianco e nero scattata da Lewis Morley, seduta nuda a cavalcioni di una sedia, con uno guardo di sfida puntato sullo spettatore. Nel suo dipinto la sua figura è collocata in uno sfondo rosso-arancio caldo, con riempimenti di forme astratte e sul lato destro della sedia presenta una coccarda, simbolo del piacere femminile, con al centro il provocatorio numero 69 - per stessa ammissione di Boty riferito alla posizione sessuale - mentre sul lato superiore del quadro interrompe lo sfondo "una barra di bolle orgasmiche", sopra la quale sono collocati quattro ritratti di uomini, compreso Profumo, che hanno avuto un ruolo nella vita della modella.
In una conversazione con l'artista e attivista francese Jean Jacques Level su questa vicenda, Pauline avrebbe espresso la sua ammirazione per Keeler, per la sua libertà e il suo stile di vita, affermando di considerarla una sorta di "faro di femminilità".
Secondo la storica dell'arte Kallopi Minioudaki, ritraendo in questo modo Keeler, l'artista "sembra riconoscere il potenziale femminista della pin-up come genere della cultura popolare della donna sessualmente consapevole".

##### Attrice, ballerina, presentatrice radiofonica
(Scene, novembre 1962)
Nel corso del 1963 Pauline Boty continuò a dedicarsi a svariate attività, oltre alla pittura, pur restando questo il suo interesse principale.

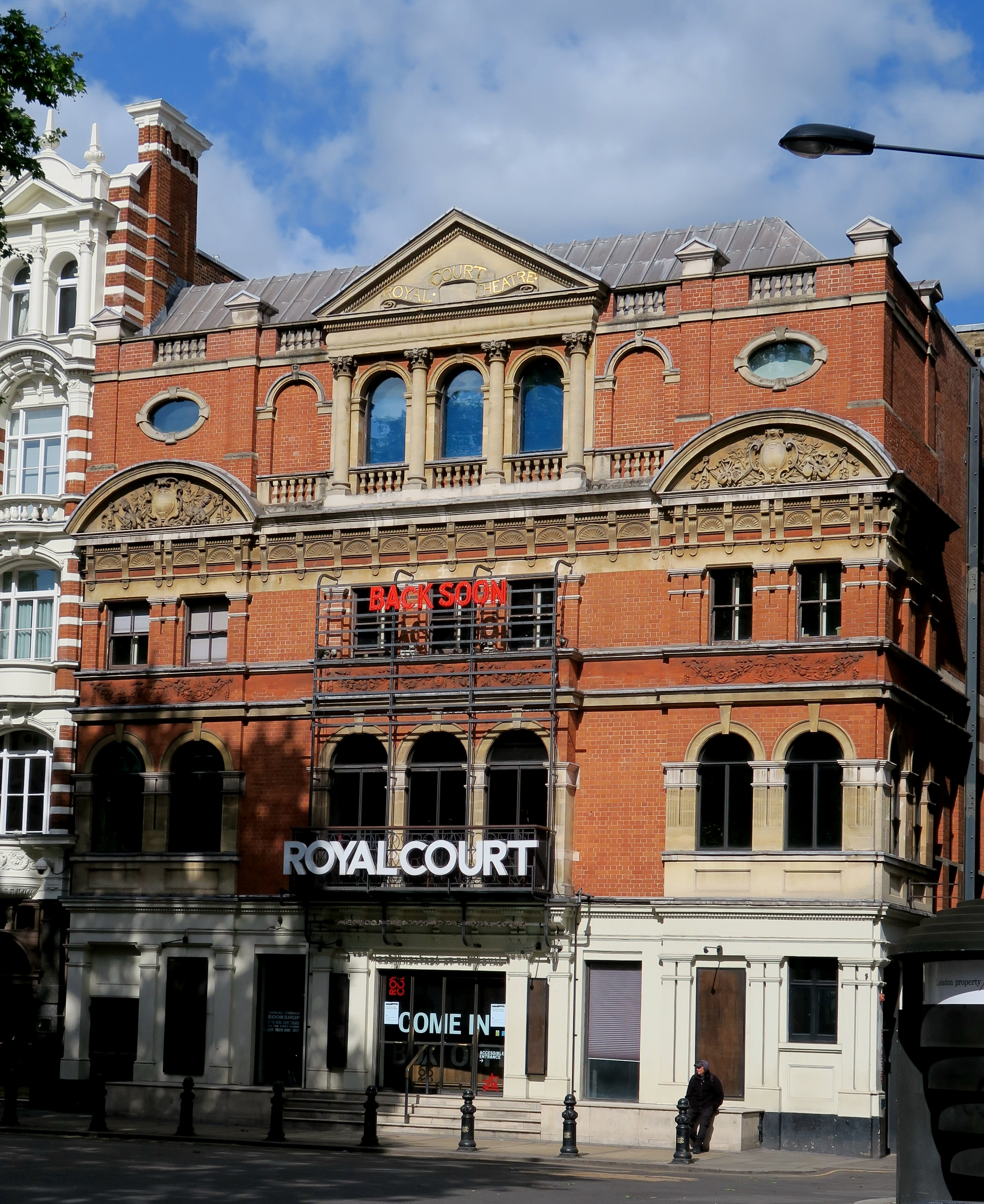
Royal Court Theatre di Londra

Nel mese di maggio recitò sul palco del Royal Court Theatre interpretando il ruolo della figlia volubile Virginia nella commedia di Frank Hilton Day of the Prince (1963), per la quale disegnò anche la copertina del programma dello spettacolo e il cartellone, e in agosto al New Arts Theatre in Afternoon Men, adattamento di Riccardo Aragno del romanzo d'esordio di Anthony Powell del 1931.
Ebbe una parte come ballerina, a fianco di Derek Boshier, nel primo episodio e in altri successivi del programma televisivo di musica rock/pop Ready Steady Goǃ trasmesso il venerdì sera, disegnò la scenografia per una produzione de Il balcone di Jean Genet e posò per Playboy e Tits Bits.
Fece un provino per la parte di Liz nel film Billy il bugiardo di Schlesinger, poi assegnata a Julie Christie. In dicembre ebbe una parte nell'episodio Peter the Lett (1963), il penultimo della serie Maigret della BBC.
Dall'ottobre 1963 al marzo 1964 fu presentatrice del programma radiofonico Public Ear nel quale conduceva interviste - tra gli ospiti vi furono i Beatles, Mary Quant, Vanessa Redgrave, Sofia Loren e i quasi sconosciuti Rolling Stones - e monologhi quindicinali su argomenti da lei scelti, come gli uomini e le donne inglesi, il matrimonio, la musica pop (forti proteste suscitò il suo attacco ad Elvis Presley, "ex-ribelle", dipinto come un cantante ormai finito), la psicologia dietro la pubblicità televisiva, quella che lei chiamava "pubblicità sessuale".
Nella trasmissione del 3 novembre 1963 Boty così commentò: "Lo sai cosa stai comprando quando compri le tue calze, sigarette, birra, cioccolato, auto o benzina? Lo sai che stai comprando il tuo sogno? I tuoi sogni segreti di sesso. Le tue fantasie di promiscuità, la promessa di un amore illecito."

#### 1964-1965
Nel 1964 continuarono le sue apparizioni in TV: fece parte del cast di The Frantick Rebel, sesto episodio della serie Espionage per ITV, e di Bela Bartok diretto da Ken Russell, un episodio della serie BBC Monitor; fu ospite con il marito del quiz show Don't Say a Word.

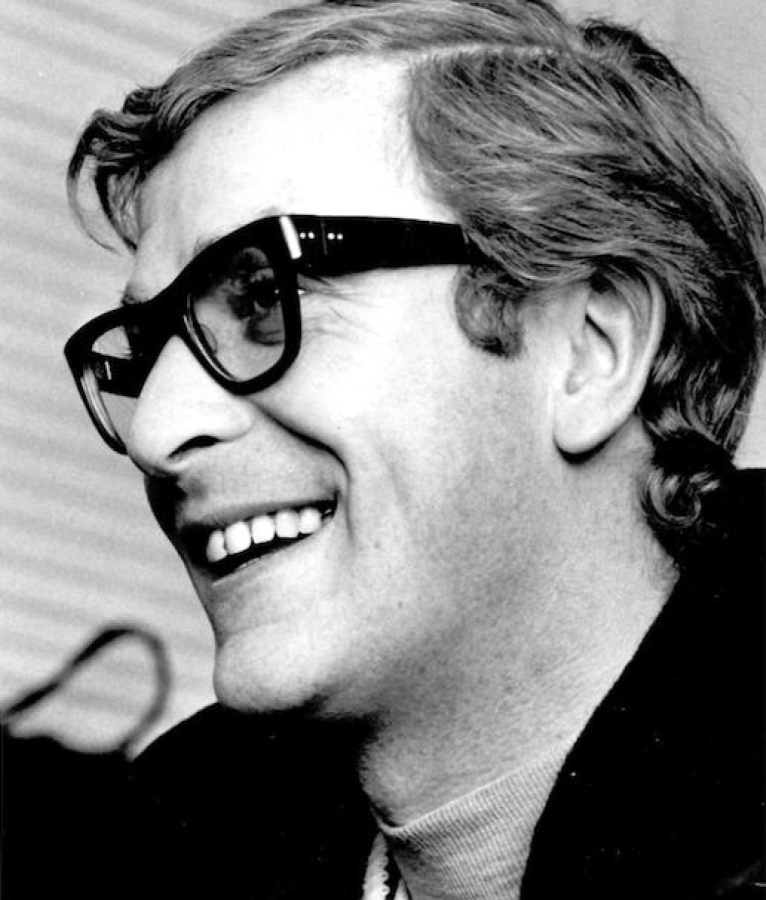
Michael Caine, 1967

Nel 1965 ebbe una piccola parte in Alfie con Michael Caine, uscito nelle sale nel marzo 1966, interpretando il ruolo di una ragazza che flirtava con l'attore protagonista. Nell'ambientazione di una lavanderia a secco, venne ripresa mentre conversava e poi abbracciava Alfie, scomparendo con lui dietro le grucce dei vestiti: "E in cambio mi hanno fatto lavare un vestito. Beh, non puoi rifiutare un momento del genere!", avrebbe in seguito commentato.
Concesse diverse interviste, tra cui quella alla drammaturga e scrittrice Nell Dunn per la rivista Vogue, con foto di David Bailey, pubblicata nel settembre 1964 nell'articolo Living Doll Pauline Boty e successivamente nel libro di Dunn Talking to Women (1965), una raccolta di interviste registrate con nove amiche "dalla mentalità indipendente".
Tra i quadri più noti realizzati in questi ultimi anni di vita vi sono Countdown to Violence (1964), in cui, ai lati dell'immagine centrale di una mano femminile armata di cesoie che sta per recidere una rosa rossa, emblema della sensualità femminile, compaiono John F. Kennedy e Lincoln che condividono un carro funebre, l'autoimmolazione di Thích Quảng Đức a Saigon, la rivolta di Birmingham del 1963, e i dipinti-collage It's a Man's World I (1964) e It's a Man's World II (1965-1966), nei quali l'artista affronta la questione del divario tra i sessi, utilizzando come titolo una delle frasi preferite dalla madre "È un mondo di uomini", titolo di un'imminente canzone di James Brown.

##### It's a Man's World I(1964)

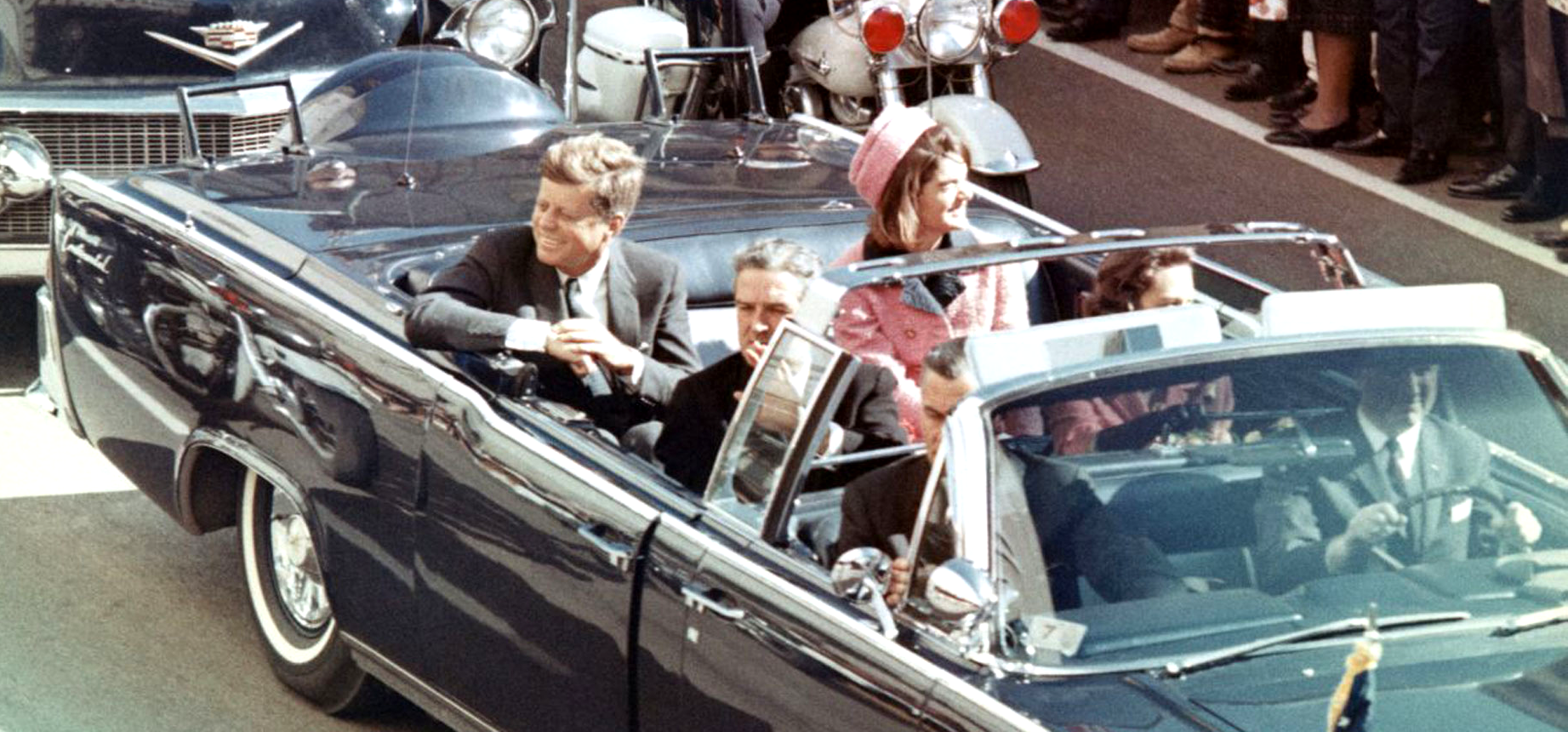
Il Presidente John F. Kennedy con la moglie a Dallas, pochi minuti prima di essere assassinato

Il dipinto collage It's a Man's World I (1964) è costituito da icone maschili del XX secolo, ricavate da foto pubblicate su riviste del tempo, tra cui Cassius Clay, Elvis Presley, Marcel Proust, i Beatles, Albert Einstein, Lenin, Federico Fellini e Marcello Mastroianni, da immagini di violenza o evocanti eventi sanguinosi e guerre (l'assassinio di John F. Kennedy, un pellerossa, aerei da guerra) e da manufatti tratti da sfere simbolicamente associate al potere maschile - aviazione, scultura e architettura classica e neoclassica - diversamente distribuiti.
Il mosaico di protagonisti maschili riempie righe orizzontali di grandezza irregolare e intervallate da una carnosa rosa rossa, simbolo della sessualità femminile. Nella sfondo della parte superiore compaiono una residenza signorile settecentesca interrotta dal ritratto di Cassius Clay e dalla statua di Hermes tratta dalla copertina di un numero del 1962 della rivista Life, stagliate su un cielo occupato ai lati da un aviatore e da un bombardieri B-52 con l'aereo-razzo sperimentale X-15 appeso sotto l'ala, proveniente da una foto della NASA pubblicata nel Sunday Times del 2 settembre 1962. L'unica donna di questo paesaggio maschile è, in basso al centro, la silhouette sfocata di Jackie Kennedy con il suo famoso vestito rosa pastello, a bordo della limousine presidenziale, che circonda con un braccio il marito che è stato appena ferito mortalmente.

##### It's a Man's World II(1965-1966)
It's a Man's World II (1965-1966) si compone di un mosaico di nudi femminili in pose sensuali, apparentemente riconducibili ad un'idea di erotismo femminile liberato. Le immagini raffigurate sono pin-up anonime, collage ricavati da opere di "alta arte" di disegni dal vero e di "bassa arte" di fotografie provenienti da riviste soft porn maschili, su modello di Playboy e Men only. Lo sfondo in alto è rappresentato da un tranquillo paesaggio della tenuta di Stourhead, dalle verdi colline impreziosite da un corso d'acqua sotto un cielo ceruleo, mentre al centro dell'opera si staglia il busto nudo e pallido di una giovane donna, in piedi, con le braccia allungate sui fianchi e con i peli pubici in risalto, priva di testa e con il corpo tagliato sotto le ginocchia.

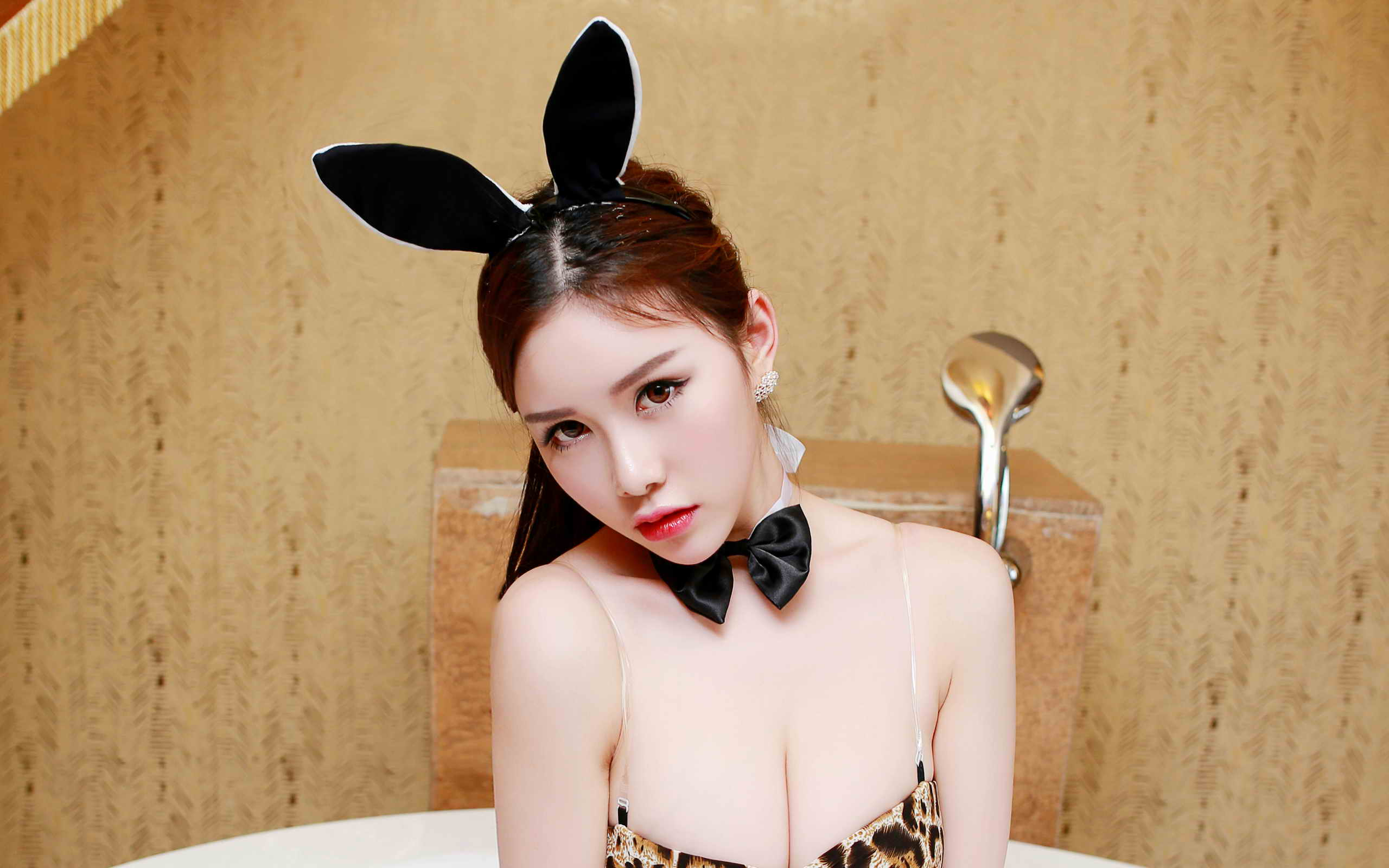
Coniglietta di Playboy, una delle riviste soft-porn maschili da cui Boty attinse materiali per i suoi collage

Mentre nel primo dipinto, It's a Man's World I (1964) sono rappresentate icone maschili della cultura, della politica, dello sport, delle scienze, delle arti, campi simbolicamente associati ad una tradizionale assenza di protagoniste femminili, insieme ad altre immagini che richiamano violenza e morte, nel secondo, una sorta di versione de L'origine du monde, a prevalere sono figure frammentate di donne anonime, create dallo sguardo maschile, in pose ammiccanti, collocate sullo sfondo di una tenuta settecentesca impreziosita da un piccolo edificio in stile palladiano, un paesaggio di arte "alta". Il corpo femminile posto al centro del dipinto, amputato delle estremità, in una posizione priva di allusioni sessuali, "sfida l'immaginario pornografico semplicemente essendo se stesso", facendo risaltare negli altri corpi femminili frammentati distribuiti ai lati, quel "mondo maschile" espresso nel titolo, in cui le donne vengono ridotte a oggetto di voyeurismo.
Il dittico esprime un cambiamento rispetto a Scandal 63 e alle procedenti opere che celebravano l'aspetto liberatorio del desiderio femminile, ne rappresenta una riflessione critica. It's a Man's World I e II esprimono la difficoltà "di far sentire la voce trasgressiva della sessualità femminile": gli spazi del potere maschile dominante definiscono e oggettificano il corpo delle donne; la cultura di massa e le sue espressioni mediatiche veicolano e sostengono questa rappresentazione.

##### BUM (1965-1966)

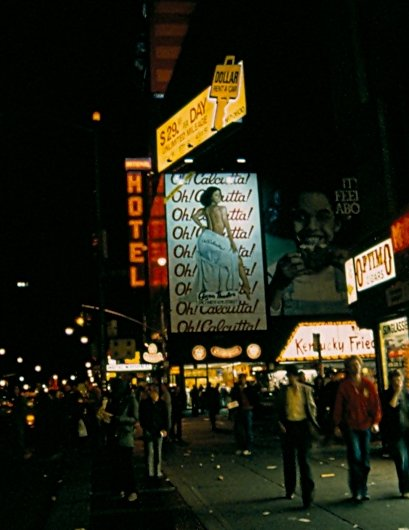
Cartelloni del musical Oh! Calcutta!, New York, 1981

Il suo ultimo dipinto conosciuto, BUM, iniziato nel 1965 e concluso l'anno successivo, le venne commissionato da Kenneth Tynan per Oh, Calcutta! (un gioco sulla pronuncia francese del termine che renderebbe, tradotto, "Oh, che culo che hai"), un musical che lo scrittore e critico teatrale britannico aveva in programma di aprire a Londra e che invece debuttò, tre anni dopo, a Broadway. Nelle intenzioni di Tynan lo spettacolo doveva basarsi su sketches a tema sessuale, e per questo chiese a Boty la realizzazione di una serie di dipinti di zone erogene da utilizzare nel musical.
Il dipinto presenta un gigantesco e nudo fondoschiena femminile, posto su un palco incorniciato da un arco di proscenio teatrale completo di pilastri e stemma imperiale con bandiere spiegate, sulla cui cima, ai lati, fanno capolino due cuoricini, il tutto nello stile di un cartone animato. Sotto compare la scritta BUM a caratteri rossi su strisce blu, verdi e bianche.
Nel corso del 1965 Boty partecipò a due ultime mostre: la collettiva Contemporary Art, alla Grabowski Gallery di Londra e la Spring Exhibition al Cartwright Memorial Hall di Bradford, quest'ultima ripetuta nello stesso periodo l'anno successivo. Vi vennero esposte le opere dipinte tra il 1963 e il 1965, tra cui il dittico Cuba Si, Tom's dreams e It's a Man's World I e II.

### Malattia e morte
Nel giugno 1965, nel periodo in cui stava girando una piccola parte in Alfie, Boty scoprì di essere incinta. Durante un esame prenatale, le fu diagnosticato un cancro. Si rifiutò di abortire e anche di ricevere un trattamento chemioterapico che avrebbe potuto danneggiare il feto. Assunse marijuana per alleviare il dolore della sua condizione terminale, continuando a intrattenere gli amici, a partecipare a letture di poesie, proiezioni di film e ad abbozzare nuove opere, come lo schizzo dei Rolling Stones.

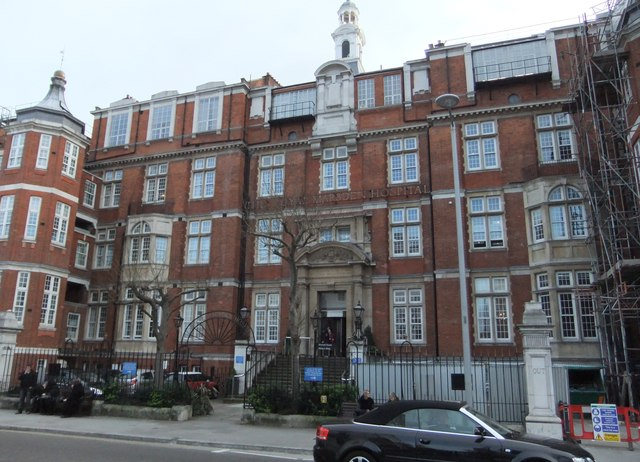
Royal Marsden Hospital, dove Boty venne ricoverata e morì nel giugno 1966

Sua figlia Boty Goodwin (poi chiamata Katy dai nonni), nacque il 12 febbraio 1966. All'inizio riuscì a prendersi cura della bambina, tenendola in una cesta ai piedi del letto; negli ultimi mesi fu affidata ai nonni, mentre Boty passava i suoi giorni ora nella sua casa - un vasto appartamento in Cromwell Road - ora al Royal Marsden Hospital.
Pauline Boty morì cinque mesi dopo in ospedale, il 1º luglio di quell'anno, all'età di 28 anni.
Dodici anni dopo suo marito, l'attore e agente letterario Clive Goodwin, venne colpito da un'emorragia cerebrale nell'atrio del Beverly Hills Hotel di Los Angeles, dove stava incontrando Warren Beatty per discutere del film Reds, e morì all'età di 45 anni in una stazione di polizia, dove era stato posto in custodia pensando fosse ubriaco. Nel processo che ne seguì la polizia ammise le proprie responsabilità e alla figlia, Boty Goodwin fu assegnato un grosso risarcimento. Boty Goodwin venne cresciuta dai nonni, dallo scrittore Adrian Mitchell e dall'attrice Celia Mitchell. Diventata lei stessa un'artista, morì per overdose di eroina il 12 novembre 1995, la notte dopo la laurea, all'età di 29 anni; il suo corpo fu ritrovato tre giorni dopo.

## Stile
I suoi primi lavori consistono prevalentemente in collage, dagli inserti vittoriani e dalle suggestioni oniriche, ispirati al periodo dada di Max Ernst.

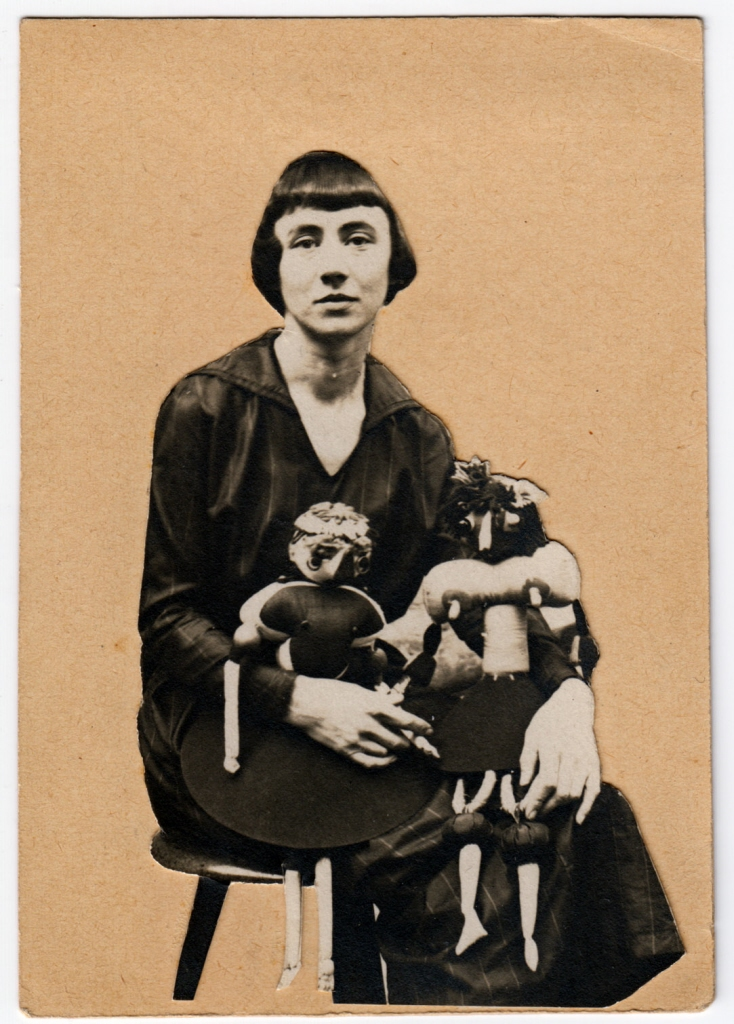
Hannah Höch con le sue bambole dada

Per alcuni anni Boty realizzò anche bambole, e una di queste, Doll In A Painted Box (1962), ritenuta il suo primo lavoro femminista, venne presentata alla mostra New Approaches To The Figure, all'Arthur Jeffress Gallery. Questo tipo di produzione, l'uso, anche politico, dei collage, e la comune estromissione dai circuiti della memoria pubblica dopo la morte, ricorda l'artista tedesca Hannah Höch, una delle rare protagoniste femminili del movimento dada, spesso nominato come precursore del Pop, che usava bambole, manichini e fotomontaggi per commentare ironicamente la costruzione culturale della femminilità e la situazione politica del tempo, usando materiali e illustrazioni ricavati da giornali e riviste.
Anche i soggetti dei collage e dei dipinti di Boty trovano ispirazione nell'attualità, nella cultura popolare e nei mass media, denominatori comuni della pop art; Boty raccoglie, seleziona, assembla, reinventa materiali provenienti dai giornali e dalla pubblicità, uscendo dallo stretto ambito pittorico, superando le separazioni tra ambiti artistici e rifiutando l'idea di cultura "bassa" e "alta". Numerose sono le figure popolari dei primi anni '60 usate come soggetto, tra cui Elvis Presley, Marilyn Monroe, l'attore francese Jean-Paul Belmondo e i Beatles, ma anche personaggi discussi, come il boss della mafia italiana James 'Big Jim' Colosimo, o poco conosciuti, come Monica Vitti e Claudia Cardinale.
Alcuni dei suoi college e dipinti prendono il titolo di canzoni famose: My colouring Book, cantata da Barbara Streisand, che termina con le parole "Colour him gone", diventata Colour her gone nel suo famoso ritratto di Marilyn Monroe; Goodbye Cruel World di James Darren, It's a Man's World preso da una canzone di James Brown e 5-4-3-2-1 da un brano della band rock britannica Manfred Mann.
In un'intervista rilasciata nel 1962, Boty nel descrivere il suo lavoro offre un'illuminante definizione dell'interesse della Pop Art per i personaggi più noti della contemporaneità: la chiama "una specie di nostalgia del presente, dell'ORA... è quasi come dipingere una mitologia, solo che è una mitologia odierna". Le star di Hollywood sono, a suo parere, miti moderni, "dei e dee del XX secolo. Le persone hanno bisogno di loro e dei miti che li circondano, perché le loro vite ne sono arricchite. La pop art colora quei miti".

## Critica
(Ali Smith, Autunno, SUR, 2018)
Alla fine degli anni ottanta del Novecento, quando Alan Mellor trovò i dipinti di Pauline Boty dimenticati tra le polvere nella fattoria del fratello, ritenne questa scoperta un evento di portata culturale eccezionale, arrivando ad affermare che esso avrebbe cambiato "l'intera storia della Pop Art britannica".

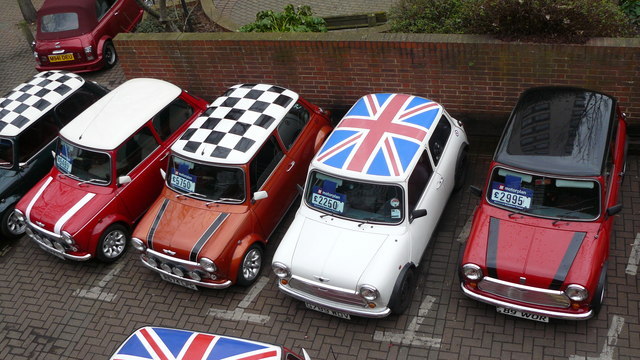
La Mini, icona della cultura popolare degli anni '60, apparsa nel film britannico del 1969 The Italian Job

Il rapporto dell'artista londinese con la cultura pop resta tuttavia un dibattito ancora in corso e la sua inclusione nei testi tradizionali sul movimento è ancora parziale e limitata. Nella sua biografia su Boty pubblicata nel 2023, Marc Kristal definisce l'entusiasmo di Mellor "un'iperbole guidata dall'infatuazione", un giudizio che Rosemary Hill, nel suo articolo sulla London Review of Books estende a "quasi tutto ciò che è stato scritto e detto su Pauline Boty".
L'avvenenza e la personalità vivace e disinibita della "Wimbledon Bardot", incarnazione degli anni '60 della Swinging London, vengono lette da diversi autori come fattori di condizionamento della sua "reputazione" artistica, rendendo difficile distinguere le sue opere dalla sua persona e dalla sua breve e intensa vita.
Nel 1993 Waldemar Januszczak, allora critico d'arte del Guardian, durante la discussione sulla mostra del Barbican nel Late Show della BBC2 affermò che quello espresso nei confronti di Boty era una sorta di culto della personalità fondato sul suo aspetto fisico da "bambolina", mentre come artista non risultava, a suo parere, significativa, dipingeva male e la sua era una pittura derivativa. Sempre in occasione della mostra al Barbican, anche il critico d'arte James Hall avrebbe sostenuto la marginalità di Boty come artista pop, aggiungendo che la sua fama era determinata dalla sua avvenenza - "ogni uomo che la vedeva ne rimaneva perdutamente innamorato" - e che anche il suo apporto femminismo risultava limitato, "non creando alcun modello alternativo di femminilità."
Uno dei primi biografi di Boty, Adam Smith, autore nel 2002 di Now You See Her. Pauline Boty First Lady of British Pop, individuò la straordinarietà di Boty in tre motivi: "Primo, era una vera rarità, una pittrice donna alla pari con gli uomini che governavano quel mondo. Secondo, era l'unica pittrice pop donna e anche piuttosto brava. Terzo, sosteneva un femminismo razionale e naturale, allora così estraneo da non avere nemmeno il nome, e generalmente considerato a metà strada tra il vaudeville e la stregoneria.»

### Pauline Boty "femminista pop"
dovuta al fatto che non prendiamo più i nostri standard dal Tweedy Top. In tutto il Paese le ragazze si sono messe in moto, si agitano e gridano, e se vi spaventano, beh, è proprio quello che vogliono. Cominciano a fare un certo effetto anche sul resto del mondo.»
(Pauline Boty, 'Englishwomen' per The Public Ear (registrato il 2/3/64 e trasmesso il 2/9/64))
Nei suoi studi sull'opera di Pauline Boty, Sue Tate si è interrogata sui motivi del disinteresse nutrito per lunghi anni dalle storiche dell'arte femministe nei confronti di Boty e di altre artiste pop e ha attribuito il ritardo del suo riconoscimento alla presa di distanza che il femminismo assunse nei confronti della cultura di massa, le cui rappresentazioni, usate largamente dalla pop art, umiliavano e banalizzavano le donne, reificandole, sessualizzandole e mercificando i loro corpi.

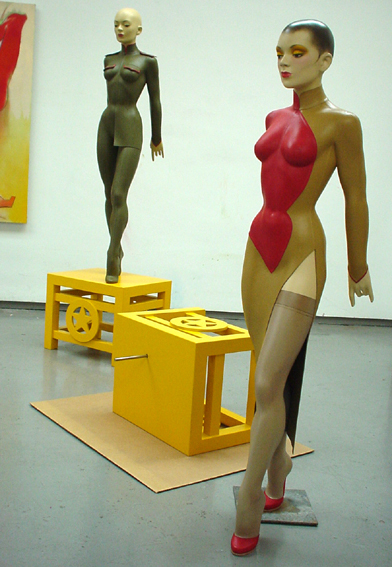
Allen Jones, sculture in pelle

Quando lo scultore pop Allen Jones nel 1970 espose alla galleria Tooth & Sons di Londra una serie di sculture erotiche nelle quali le donne, in pose servili, erano trasformate in elementi di arredo, oggetti sessuali, suscitò larghe proteste tra il pubblico e le femministe, innescando un dibattito che avrebbe poi trovato eco nell'articolo scritto dalla regista Laura Mulvey, nel quale lo scultore britannico venne accusato apertamente di misoginia e il suo uso del feticismo analizzato in termini classici freudiani.
La presa di distanza dalla cultura pop da parte del femminismo, secondo Tate, sostenitrice della necessità di una ridefinizione del rapporto tra donne e cultura di massa, avrebbe avuto come conseguenza la critica e l'emarginazione delle sue praticanti donne, la mancata esplorazione "dell'esperienza soggettiva, spesso piacevole, vissuta dalle donne all'interno della cultura di massa", ad esempio in espressioni come la moda e il cinema, e del contraddittorio e complesso rapporto che con questa intrattenevano. Ancora negli anni novanta, il libro Women, Art and Society della storica dell'arte Whitney Chadwick del 1990, nota Tate, avrebbe escluso Pauline Boty, Evelyn Axell, "che, tra le altre cose, hanno esplorato il piacere sessuale femminile", Rosalyn Drexler e Jann Haworth.
Pauline Boty viene definita da Sue Tate una "femminista pop", consapevole "in modo preveggente" delle questioni di politica sessuale, e ritiene che l'artista si sia appropriata in modo originale di un' "identità della cultura pop" sostenendo il piacere sessuale femminile attraverso segni e simboli derivati dalla cultura popolare.
Secondo la storica dell'arte britannica, a differenza del distacco nutrito dagli artisti pop - come Warhol o Lichtenstein - nei confronti delle icone rappresentate nelle loro opere, Boty avrebbe stabilito una relazione empatica con i soggetti dei suoi dipinti; si identificò con Marilyn Monroe, l'archetipo della cultura di massa “femminile”, usò nei suoi dipinti la rosa rossa come simbolo dell'eccitazione e della sensualità femminile, dipinse con allegria i soggetti maschili come fonte di piacere sessuale, invertendo il genere dello "sguardo desiderante", diede un'immagine fiera di Christine Keeler, protagonista dello scandalo Profumo, opposta a quella patetica e degradata veicolata dalla stampa, contribuì a rappresentare l' “immaginazione erotica femminile” all'interno della cultura di massa.

La sua rappresentazione delle donne è in netto contrasto con il modo in cui gli artisti del movimento - quasi totalmente composto da uomini - e i media popolari trattavano il corpo femminile: "La storia accettata della pop art - riassume la storica dell'arte Kalliopi Minioudaki - è quella di soggetti maschili e oggetti femminili. Il suo canone si è basato esclusivamente su artisti maschili la cui iconografia ha spesso oggettificato le donne". 

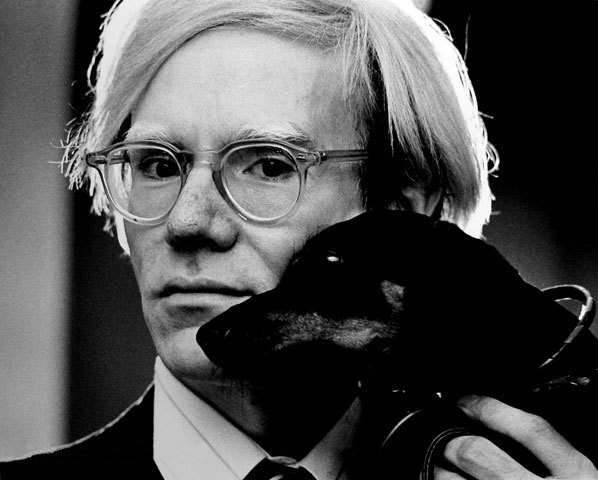
Andy Warhol, il più noto esponente della pop art statunitense

Minioudaki sottolinea come la partecipazione di Boty alla cultura pop, il collegamento tra "arte bassa e alta", abbia comportato un impegno diverso rispetto ai colleghi maschi: si trattava di operare un salto "dalla posizione immanente della cultura pop per le donne, quella dell'immagine, al soggetto ultimo dell'arte alta, quella dell'artista, di per sé una categoria problematica per le donne anche negli anni '60."
Sue Tate racconta come Boty abbia cercato di abbattere la comune e dichiarata incompatibilità tra donna sessuale e artista di talento; consapevole che i mass media la ritenevano una "stellina", nelle foto e nei servizi fotografici realizzati dai migliori fotografi dell'epoca, come Lewis Morley e Michael Ward, si fece ritrarre orgogliosamente nuda davanti ai suoi strumenti di lavoro e ai suoi dipinti, imitando ironicamente pose di opere classiche o di icone femminili con le quali si identificava. Esibì il suo corpo, insieme alla sua produzione artistica, presentandosi come soggetto sessuale attivo e soggetto creativo, corpo/modella/artista, fuse l'una nell'altra "le identità di modello di cultura popolare e di artista proattiva che commenta la cultura popolare".
Nello stesso tempo, criticò la politica sessuale allora imperante, di cui fu lei stessa vittima, avendo sperimentato direttamente "l'oggettivazione delle donne da parte della cultura pop". Le foto in cui posava nuda davanti ai suoi dipinti finirono nelle riviste soft porn dell'epoca, come Men Only e Tit Bits, dove la sua identità di artista venne cancellata tagliando le immagini dei quadri che intendeva presentare al pubblico; i suoi ultimi quadri, It's a Man's World I e II, nei quali la critica della cultura di massa prevale sulla sua celebrazione, denunciano "un mondo di uomini", in cui i corpi delle donne vengono ridotti ad oggetto pornografico.
Nel 1993 David Mellor, che aveva scoperto i dipinti di Boty dimenticati in un deposito del fratello e organizzato la sua prima personale, aveva dichiarato che le sue opere "guardavano avanti" e che le questioni che l'avevano impegnata avrebbero riguardato l'arte prodotta dalle donne nei due decenni successivi: "identità, piacere, critiche al patriarcato e il compito problematico di stabilire un programma iconografico distintamente femminile".
Alla fine degli anni novanta Boty ricevette attenzione da parte della critica femminista, che ne diede un giudizio ambivalente, mettendo in luce sia il suo genuino sovversivismo che la sua complicità nell'accettazione delle "costruzioni essenzialmente fallocentriche della Pop Art". Nel 2001 entrò a far parte del "canone storico-artistico femminista", Art and Feminism, come rappresentante di "una prospettiva femminile nel lessico Pop".
Il lavoro di Boty resta al centro di quelle che diversi autori hanno descritto come le dinamiche spesso ambigue e paradossali dell'arte pop. Uno dei dilemmi che la attraversavano è stato formulato da Hal Foster in The First Pop Age (2012): come potevano le donne essere riconosciute come soggetti e come artiste se fin dai suoi esordi la pop art si connotava come un' "arte di oggetti" includendo tra questi la donna sexy o la pin-up; come potevano gli oggetti trasformarsi in soggetti?

## Riscoperta e riconoscimenti
Dopo la sua prematura morte, Pauline Boty fu dimenticata per decenni. Verso la fine degli anni ottanta, il critico e docente d'arte della Sussex University David Alan Mellor che lavorava come curatore artistico al Barbican, avviò delle ricerche per ricostruire la sua storia e la biografia, colpito dalla presenza della giovane artista nel documentario di Ken Russell Pop Goes the Easel (1962). Attraverso la figlia dell'artista scoprì un certo numero di dipinti conservati nel Kent, in un capanno della fattoria del fratello di Pauline.

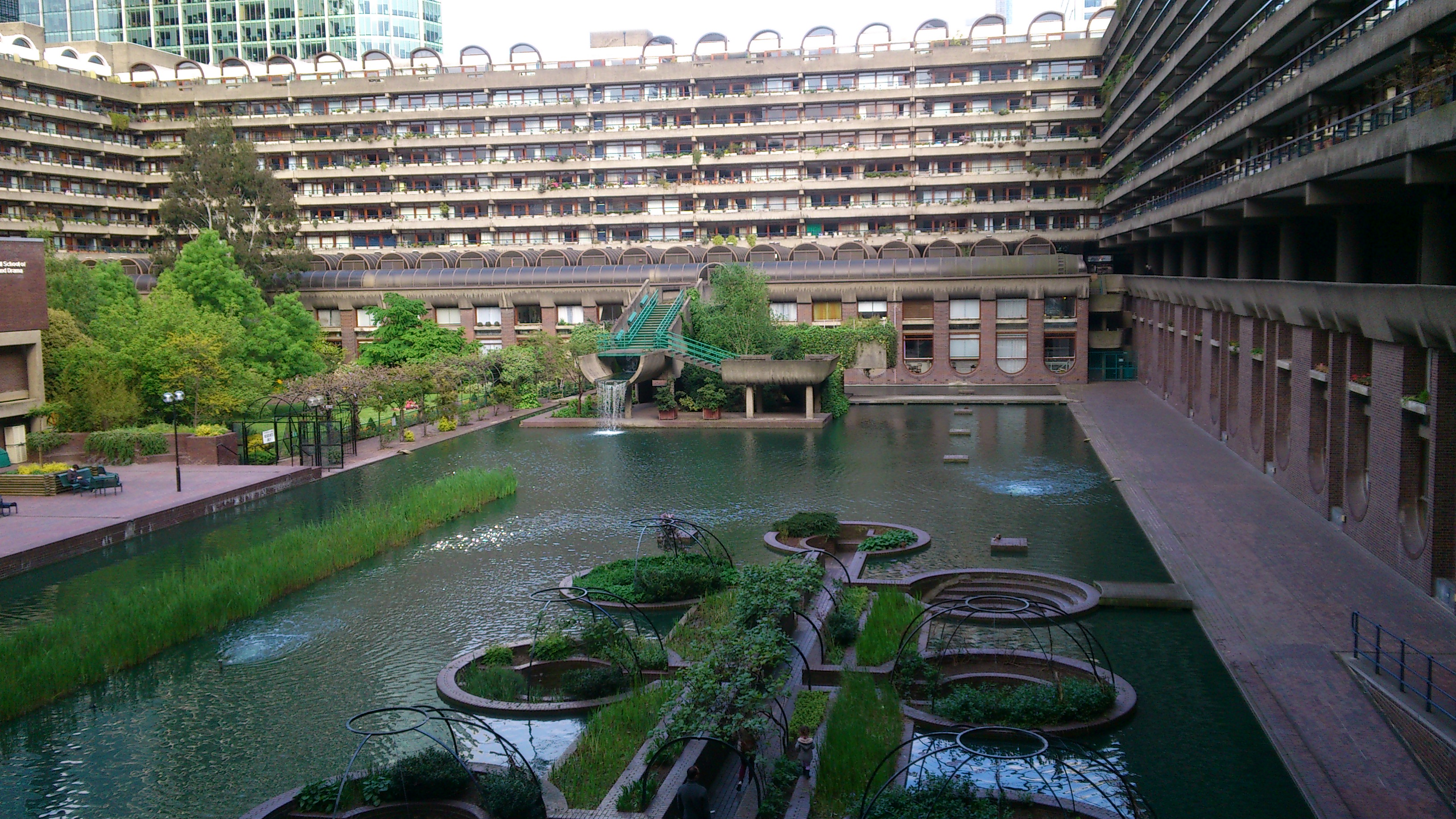
Barbican Centre, Londra, dove nel 1993 vennero esposte per la prima volta, dopo la sua morte, le opere di Pauline Boty

A questa scoperta si sarebbe aggiunta quella di Sue Tate che nel 1991, mentre si stava interrogando sull'assenza di donne come artiste nella retrospettiva Pop Art alla Royal Academy ("su 202 opere d'arte - avrebbe precisato - solo una era di una donna"), incontrò Mellor, condivise i suoi contatti e poi rinvenne altre opere - dipinti, album da disegno, collage - accatastate a casa del fratello, in un diverso magazzino, tra cui il famoso dipinto del 1966 BUM. Sarebbe invece rimasta sconosciuta l'ubicazione di altri importanti dipinti di Boty, come July 26 sulla rivoluzione cubana e Scandal '63, che ritrae Christine Keeler nell'iconica fotografia di Lewis Morley, mentre la maggior parte delle opere si trova nelle mani di privati.
Questi ritrovamenti e gli studi che ne seguirono fecero nascere un nuovo interesse per il contributo di Boty alla Pop art, ottenendo l'inclusione delle sue opere in diverse mostre collettive. La prima, nel 1993, fu quella promossa e curata al Barbican dallo stesso Mellor, The Sixties Art Scene at London. L'artista Carolin Coolin, nel discorso tenuto all'apertura della retrospettiva di Boty nel 2013, raccontando i retroscena della mostra del Barbican, nella quale erano incluse le opere di ben otto donne, riportò che "l'establishment dell'arte maschile bianca impazzì. [...] A Mellor fu detto che gli artisti uomini X, Y e Z avrebbero ritirato le loro opere se i dipinti di Boty non fossero stati rimossi dalla mostra." Ma lui non cedette e nel maggio dello stesso anno venne organizzata la personale di Boty alla Mayor Gallery di Londra.
Nel 1998 Sue Tate collaborò con Mellor alla redazione del catalogo Pauline Boty: The Only Blonde in the World della mostra tenuta alla Mayor Gallery & Whitford Fine Art di Londra.

Nel 1999, l'acquisto da parte della Tate di Londra di The Only Blonde in the World, il suo ritratto del 1963 di Marilyn Monroe, contribuì ulteriormente a farla accettare nell'establishment dell'arte; nel 2012 la Wolverhampton Gallery acquisì Colour Her Gone, il terzo dipinto di Marilyn Monroe, realizzato dopo la morte della star.

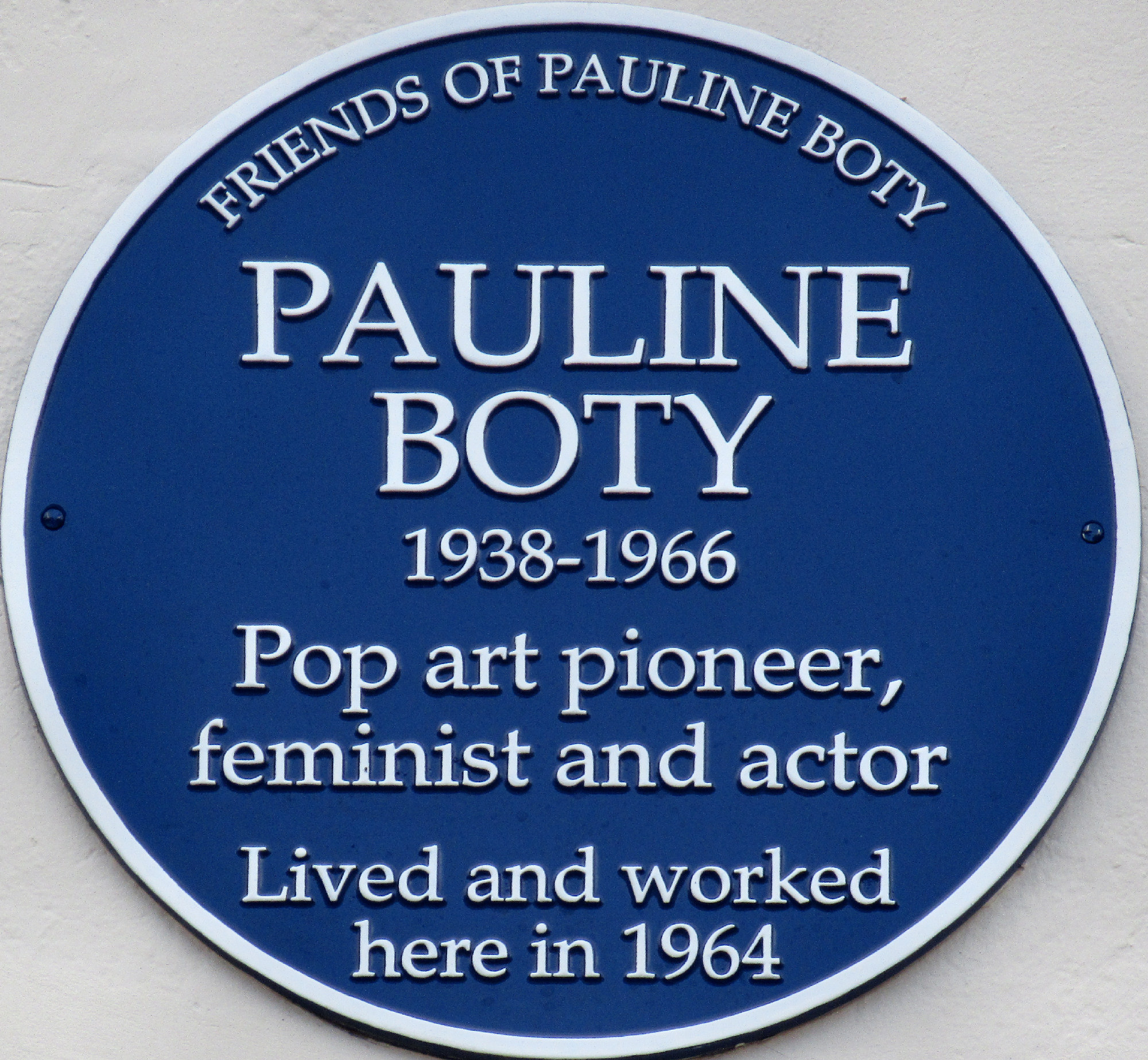
Targa blu dedicata a Pauline Boty

Fu proprio alla Wolverhampton Art Gallery, nelle West Midlands, che l'anno successivo all'acquisto venne presentata l'importante retrospettiva di Pauline Boty, il cui catalogo, Pauline Boty: Pop Artist and Woman, venne curato da Sue Tate.
Nel 2010 la mostra presentata all'University of the Arts di Philadelphia, Seductive Subversion: Women Pop Artists, 1958-1968, incluse altre sottostimate artiste pop, come Rosalyn Drexter, Marjorie Strider, Kiki Kogelnick.
Nel 2016 la vita e il lavoro di Boty - "Ignorata. Persa. Riscoperta anni dopo. Poi ignorata. Persa. Riscoperta anni dopo. Poi ignorata. Persa. Riscoperta all'infinito" - costituirono un importante soggetto esplorato nel romanzo di Ali Smith Autunno, il primo dei suoi quattro libri intitolati alle stagioni.
Nel novembre 2019, il New York Times ha dedicato a Boty un profilo dal titolo Pauline Boty, Rebellious Pop Artist, nella serie Overlooked No More che onora "persona straordinarie" le cui morti sono state in precedenza trascurate dai redattori della sezione dei necrologi.
Il 1º luglio 2023 è stata posta una targa blu sulla casa in cui Pauline Boty ha abitato nel 1964, al 7A di Addison Avenue, Holland Park, Londra; l'inaugurazione è stata presieduta da Natalie Gibson e Celia Birtwell, alla presenza di Peter Blake e altri amici, familiari ed estimatori dell'artista.
Nel febbraio 2024 è uscito il trailer di un documentario sull'artista, in via di pubblicazione, Boty: the Life and Time of a Forgotten Artist, prodotto da Mono Media e Channel X che ne ricostruisce la storia attraverso interviste con amici e artisti con cui ha collaborato, tra cui Peter Blake, tra i fondatori della Pop Art britannica.
Un altro film in corso di pubblicazione è Nell and Pauline, un cortometraggio diretto da Zoé Ford Burnett, basato sulla conversazione tra Nell Dunn e Pauline Boty nel 1964, documentata nel libro di Dunn Talking to Women.

## Mostre

### Mostre personali
- 2023: Pauline Boty: A Portrait, Gazelli Art House, Londra
- 2014: Pauline Boty and pop art, Muzeum Sztuki, Łódź, Polonia, in collaborazione con Wolverhampton Art Gallery
- 2013: Pauline Boty: Pop Artist and Woman, Pallant House Gallery, Chichester
- 2013: Pauline Boty: Pop Artist and Woman, Wolverhampton Art Gallery
- 2009: Pauline Boty and other Modern British Artists, The Mayor Gallery, Londra
- 1998: Pauline Boty. The Only Blonde in the World, The Mayor Gallery & Whitford Fine Art, Londra
- 1993: Pauline Boty, Mayor Gallery, Londra[177]
- 1963: Pauline Boty, Grabowski Gallery, Londra

### Mostre collettive
- 2023: Capturing the Moment, Tate Modern, Londra
- 2022: Oh, Marilyn!, Gazelli Art House, Londra
- 2022: Frieze Masters, Marlborough Fine Art, Londra
- 2021: Amazons of Pop!, Kunsthalle zu Kiel, Kiel
- 2020: She-Bam Pow POP Wizz! The Amazons of Pop, Musée d'art moderne et d'art contemporain, Nizza
- 2019: Silver Lining, Gazelli Art House, Londra
- 2019: Cut and Paste | 400 Years of Collage, Scottish National Gallery of Modern Art, Edinburgh
- 2018: Pop! British And American Art 1960–1975, The Herbert Art Gallery and Museum, Coventry
- 2018: How Evil is Pop Art? New European Realism 1959-1966, Collezione Giancarlo e Danna Olgiati, Lugano
- 2017: Painting Pop – Paintings from 1960s Britain, Abbot Hall Art Gallery, Kendal
- 2016: International Pop, Philadelphia Museum of Art
- 2016: Pop Art Heroes, Whitford Fine Art, Londra
- 2016: This Was Tomorrow: Pop Art in Great Britain, Kunstmuseum Wolfsburg, Germania
- 2015: Pop Impact: Women Artists, Maison de la Culture de Namur, Belgio
- 2015: International Pop, Walker Art Centre; Dallas Museum of Art
- 2014: Witness: Art and Civil Rights in the Sixties, Brooklyn Museum, New York
- 2014: Mitros del Pop, Museo Thyssen-Bormemisza, Madrid
- 2013: When Britain Went Pop. British Pop Art: The early years, Christie’s, Londra
- 2013: Pop Art Design, Barbican, Londra
- 2012: Pop art in Western Europe, Museum het Valkhof Nijmegen, Paesi Bassi
- 2010: Seductive Subversion: Women Pop Artists, 1958-1968, University of the Arts, Philadelphia
- 2009: Awkward Objects: Alina Szapocznikow and Mária Bartuszová, Pauline Boty, Louise Bourgeois, Eva Hesse, and Paulina Ołowska, Museo delle arti moderne, Varsavia, Polonia
- 2008: EuroPop, Kunsthaus, Zurigo
- 2008: Post-War To Pop. Modern British Paintings: Abstraction, Pop and Op Art, Whitford Fine Art, Londra
- 2007: Pop Art Portraits, National Portrait Gallery, Londra
- 2006: British Pop, Museo de Bellas Artes de Bilbao, Spagna
- 2004: Pop Art UK: 1956-1972, Galleria Civica di Modena
- 2004: Art and the 60s: This Was Tomorrow, Tate Britain, Londra[184]
- 2003: Pin-up: Glamour and Celebrity, Tate Liverpool
- 2001: Pop Art US/UK Connections 1956–66, The Menil Collection, Houston, USA
- 2000: From the Bomb to the Beatles, Imperial War Museum, Londra
- 1999: Euro Pop, Arken Museum of Modern Art, Ishoj, Danimarca
- 1999: Corps Sociale, Ecole Supérieure des Beaux-Arts, Parigi
- 1997: The Pop '60s: Transatlantic Crossing, Centro Cultural de Belém, Lisbona
- 1996-1997: Les Sixties: Great Britain and France 1962-1973, Musée d'Histoire Contemporaine, Parigi e Museum and Art Gallery, Brighton
- 1995: Post War to Pop, Whitford Fine Art, Londra
- 1993: The Sixties Art Scene in London, Barbican Art Gallery, Londra
- 1965-1966: Spring Exhibition, Cartwright Memorial Hall, Bradford
- 1965: Contemporary Art, Grabowski Gallery, Londra
- 1964: Workshop de la Libre Expression, Centre Américain des Artistes, Parigi
- 1963: Pop Art, Midland Group Gallery, Nottingham
- 1962: New Approaches to the Figure, Arthur Jeffress Gallery, Londra
- 1962: New Art, Festival of Labour, Congress House, Londra
- 1961: Blake, Boty, Porter, Reeve, AIA Gallery, Londra
- 1960: Modern Stained Glass, Arts Council Tour
- 1957, 1959: Young Contemporaries, RBA Galleries, Londra

## Collezioni permanenti

### Gran Bretagna
- Tate Museum, London - Portrait of Derek Marlowe with Unknown Ladies (1962-1963), The Only Blonde in the World (1963)[185]
- National Portrait Gallery, London - Self Portrait (vetrata, 1958)[186]
- Pallant House Gallery - Untitled (Seascape with Boats and Island, c. 1960-1961)[187]
- Wolverhampton Art Gallery - Colour Her Gone (1962)[188]
- The Stained Glass Museum, Ely, Cambridgeshire - Siren (vetrata, c. 1958-1962)[189]

### Polonia
- Muzeum Sztuki Łódź - My Colouring Book (1963)[190]

### Portogallo
- Museu Coleção Berardo, Centro Cultural de Belém, Lisbona - Celia Birtwell and Some of her Heroes (1963)[191]

### Stati Uniti
- Smithsonian American Art Museum - What we need now to discover in the social realm is the moral (1963)[192]

## Filmografia

### Cinema
- Alfie, regia di Lewis Gilbert - non accreditata (1966)

### Televisione
- 1962
  - Pop Goes the Easel, della serie Monitor BBC, regista Ken Russell[75]
  - North City Traffic Straight Ahead, della serie Armchair Theatre, ITV, diretto da Philip Saville; ruolo di Anna
  - The Face They See, BBC, diretto da Chloe Gibson; ruolo di Rona
- 1963
  - Ready, Steady, Go!; ballerina con Derek Boshier
  - Peter the Lett, episodio di Maigret, BBC; ruolo di Josie
- 1964
  - Dieu est-il pop? (Is God pop?): documentario sulla pop art britannica del regista belga Jean Antoine. Boty interviene con Patrick Caulfield, Peter Blake, Allen Jones e Joe Tilson[193]
  - Espionage, episodio di The Frantick Rebel, diretto da Michael Powell; ruolo di Mistress Fleay
  - Béla Bartók, della serie Monitor BBC, diretto da Ken Russell; ruolo di prostituta
  - Don’t Say a Word, gioco a premi; ospite con Clive Goodwin
- 1965
  - Six, episodio di The Day of Ragnarok, BBC, diretto da John McGrath
  - Strangler’s Web, episodio di The Edgar Wallace Mystery Theatre; ruolo di Nell Pretty
  - Demand for Vengeance, Time for Killing, Man in the Photograph, Voice from the Past, Interlude in Rome, Death in Cologne, episodi di Contract to Kill, BBC; ruolo di Maria Galen
  - Late Night Line Up, BBC; ospite del programma
  - A Day Out for Lucy, episodio di Londoners, BBC; ruolo di Patsy

## Teatro
- 1963
  - Day of the Prince di Frank Hilton, Royal Court Theatre; ruolo di Virginia
  - Afternoon Men, adattamento dal racconto di Anthony Powell, New Arts Theatre; ruolo di Lola

## Radio
- 1963-1964: The Public Ear, programma di cultura e intrattenimento, ruolo di conduttrice radiofonica